# 연세대학교
연세대학교(延世大學校, 영어: Yonsei University)는 1885년에 설립된 대한민국의 개신교 계통 사립 대학이다. 약칭으로 연대(延大)라고 불린다.
학교법인 연세대학교에 의해 운영되고 있으며, 2캠퍼스 24개의 단과대학, 2개 학부, 20개의 대학원으로 구성된다. 현재(제20대) 총장은 연세대학교 의학과를 졸업한 윤동섭이다.
오늘날 연세대학교의 교명은 1957년 연희대학교와 세브란스 의과대학의 통합 후에 공식적으로 사용되었다. 연희대학교는 1915년 미국 북장로교 선교사 호러스 그랜트 언더우드 선교사가 설립한 조선기독교학교에서 출발한 연희전문학교(延禧專門學校)를 전신으로 하고, 세브란스 의과대학은 1885년 미국 북장로교의 호러스 뉴턴 앨런 선교사가 고종의 지원을 받아 설립한 광혜원을 전신으로 한다. 두 대학의 통합은 1920년대부터 이루어진 지속적인 협력이 낳은 결과였다.
2023 QS 세계대학평가 73위 및 QS 아시아대학평가 사립대 1위 (종합순위 12위)를 차지했다. 2023 THE 세계대학평가 78위 및 아시아 사립대 1위, 학문분야별 세계대학순위에서는 최다 분야 국내 1위 (4개 분야)를 차지했다. 2022 중앙일보 국내대학평가 사립대 1위 (종합순위 2위)에 차지했다.

## 상징
건학 이념인 ‘진리가 너희를 자유케 하리라’(요한복음 8:31~32)는 기독교 정신을 바탕으로 진리와 자유의 정신을 체득한 인재를 양성하는 것을 뜻한다. 상징 동물은 독수리이고, 상징 색은 ‘연세 블루’(Yonsei blue)이다. 연세대학교의 심볼마크에는 방패가 그려져 있는데 방패 속의 ‘ㅇ’ 표시는 하늘을 의미하여 ‘ㅡ’는 땅이고, ‘人’은 사람을 뜻한다. ‘ㅇ’표시 왼쪽에 그려진 ‘책’은 진리를, 오른쪽에 그려진 ‘횃불’은 자유를 의미하며, 방패는 이러한 두 이념을 수호한다는 뜻이다.

## 역사
연세대학교는 1957년 연희대학교와 세브란스 의과대학이 통합한 대학이다. 연희대학교는 1915년 미국 북장로교 선교사 호러스 그랜트 언더우드(영어: Horace Grant Underwood, 한국어: 원두우(元杜尤), 1859년 ~ 1916년) 선교사가 설립한 경신학교의 대학과정인 조선기독교대학에서 출발하여, 1917년 사립 연희전문학교로 인가를 받아 발전하였다. 세브란스 의과대학은 1885년 미국 북장로교 선교사 호러스 뉴턴 앨런(영어: Horace Newton Allen, 한국어: 안련(安連), 1858년~1932년)이 고종의 지원을 받아 설립한 광혜원을 전신으로 한다.

### 광혜원, 세브란스 의과대학 (1885년~1957년)

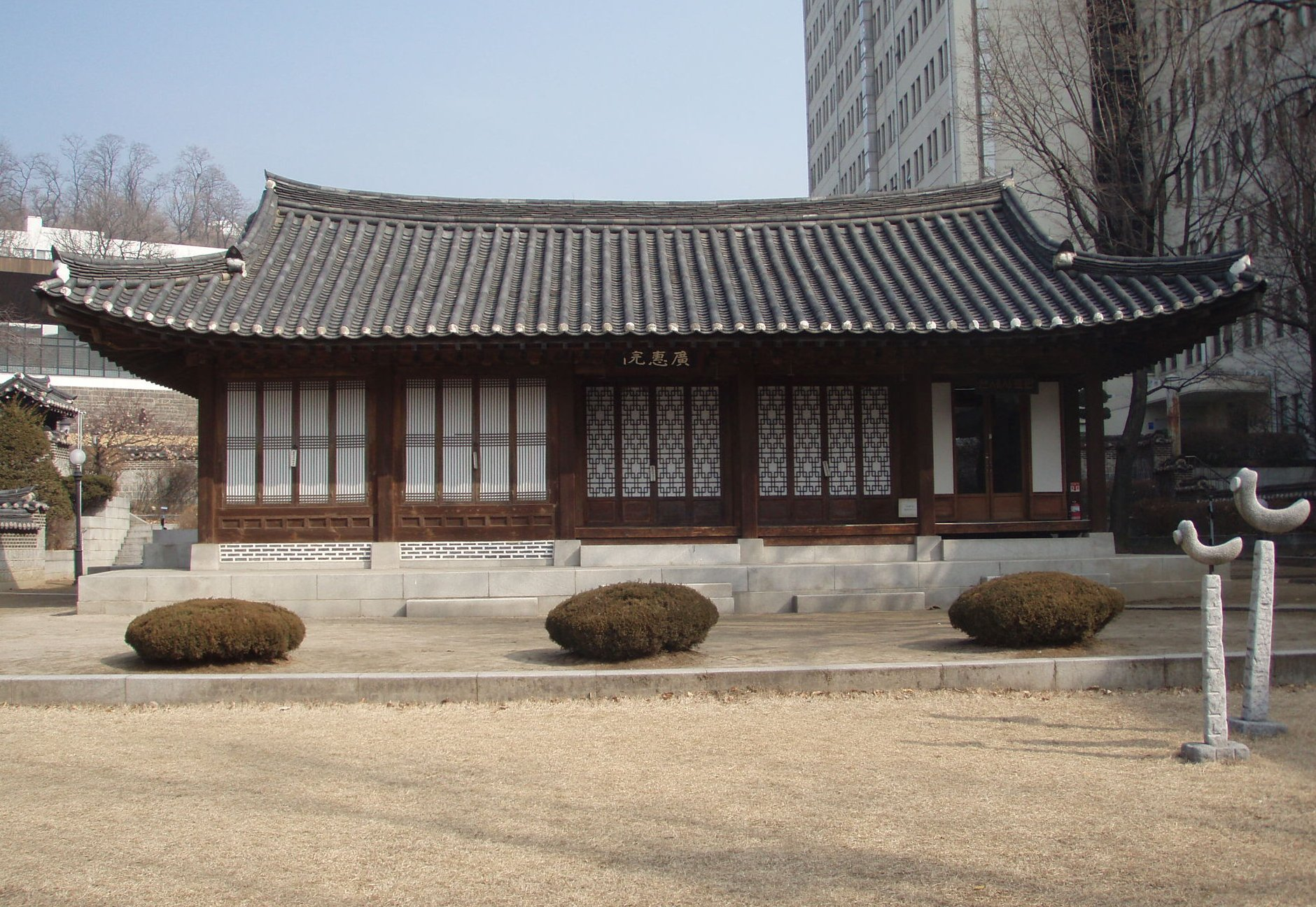
연세 역사의 뜰에 있는 광혜원

1884년에 조선 왕실부 시의관(侍醫官)이었던 미국 출신 앨런은 선교사는 조선 정부에 서양식 병원 건립을 제의하였다. 이 제안에 따라 1885년 2월 25일에 고종으로부터 병원 설립의 허락을 받고, 4월 10일에 서울 종로구 재동(齋洞)에 광혜원(廣惠院)을 개원하게 되었는데, 조선 최초의 서양식 병원이다. 4월 26일에 개원 2주만에 ‘은혜를 널리 펼친다’는 뜻의 광혜원에서 ‘대중을 널리 구한다’는 제중원(濟衆院)으로 개칭되었다. 당시 미국 장로교 본부는 광혜원 진료의 책임자를 파견하였고, 조선 정부는 건물과 제반설비 및 경상비 등을 부담하였다. 앨런 선교사는 1886년 제중원에 의학당을 개설하였고, 최초의 서양 의학 교육을 시작하였다. 당시 조선 정부는 전국에서 학생 16명을 선발하였는데, 3개월의 교육 후에 12명이 본과로 진급하여 의사 교육을 받았다. 1887년에 재동에서 현재의 을지로 입구인 구리개(銅峴)로 이전했다. 1893년 제중원에 부임한 캐나다 토론토 대학교 의과대학 교수였던 올리버 에비슨(영어: Oliver R. Avison, 한국어: 어비신(魚丕信) 1860년 ~ 1956년) 박사는 조선 정부와 6개월간 협상을 벌인 끝에 1894년에 제중원을 미국 북장로교 선교부로 이관받았다. 1899년에 제중원 의학교가 설립되고 에비슨이 초대 교장에 취임하였다.
1904년 9월 23일에 미국인 사업가 루이스 세브란스(영어: Louis H. Severance 루이스 H. 세버런스[*], 1838년 ~ 1913년)의 후원을 받아서 숭례문 밖 복숭아골(현재 서울역 앞 연세재단세브란스빌딩 일대)에 병원을 신축하면서 제중원은 기증자의 이름을 따서 세브란스 기념 병원(Severance Memorial Hospital)으로 명칭을 변경했으며, 제중원 의학교는 세브란스병원 의학교로 명칭을 변경했다. 1908년 6월 4일에 제1회 졸업생 7명에게는 대한제국 내부 위생국으로부터 의료 활동을 할 수 있는 최초의 의사면허증인 의술개업인허장이 발급되었다. 1909년에 교명을 ‘사립 세브란스 의학교’, 1913년 4월에는 ‘사립 세브란스 연합의학교’로 각각 변경하였으며, 1917년 5월 14일에 ‘세브란스 연합의학전문학교’로 발전하였으나, 1942년 6월에 일본의 강요로 교명을 ‘아사히 의학전문학교’(旭醫學專門學校)로 변경하였다. 해방 이후 1945년 11월에 세브란스 의학전문학교로 환원되고, 1947년 7월에 문교부로부터 6년제의 '세브란스 의과대학'으로 인가를 얻었다. 1955년 3월에 연희대학교와 통합을 결정하였고, 5월에 서울특별시 서대문구 신촌동에 병원 건물을 착공하면서 1962년에 세브란스 병원을 신촌으로 이전하였다. 한편, 1906년 9월에 쉴즈(영어: Miss Esther L. Shields 미스 에스터 L. 실즈[*])가 세브란스 병원에 간호원 양성전문기관으로 간호학교를 설치하면서 1910년에 최초의 간호원을 배출하는 계기가 되었으며, 1968년에는 연세대학교 간호대학으로 승격하였다.

### 연희전문학교, 연희대학교 (1915년~1957년)

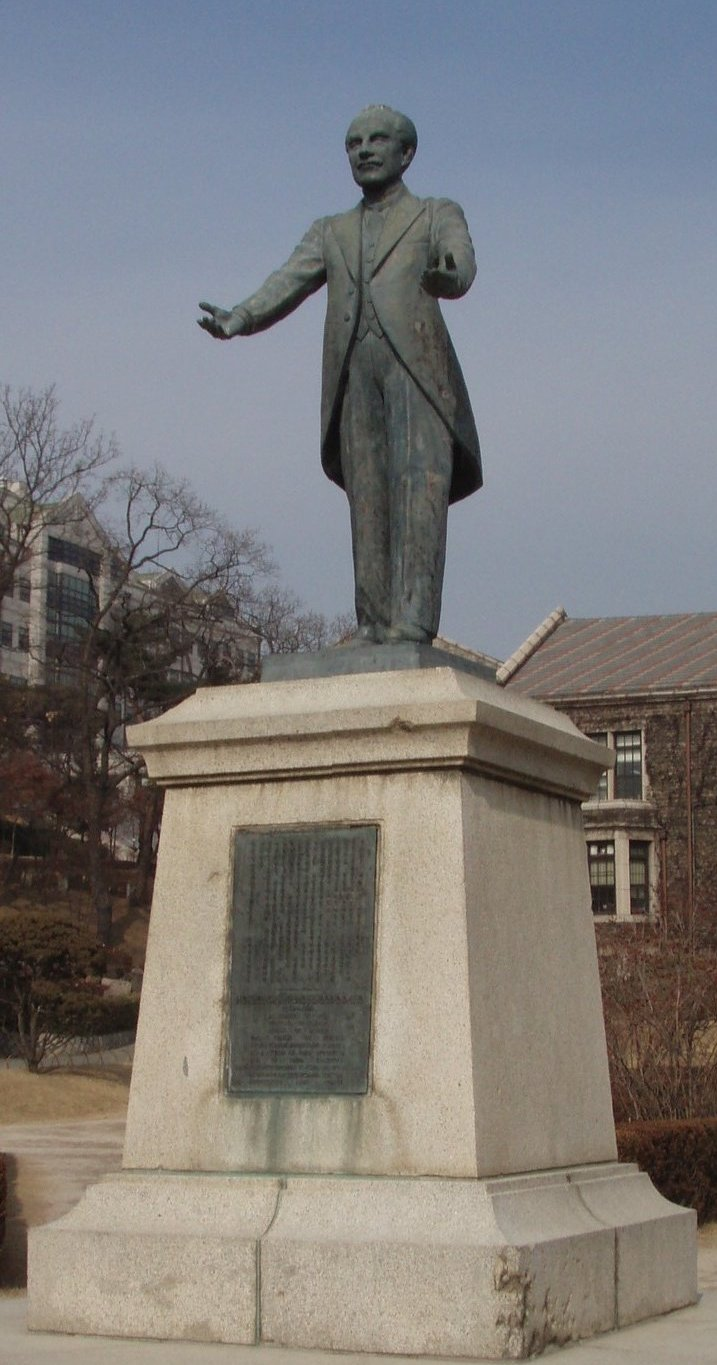
언더우드 동상

1915년 3월에 미국 북장로교 선교부의 협조와 재한 남·북감리교 선교부, 캐나다 장로교 선교부의 협력을 얻어 조선기독교학교(Chosun Christian College)를 서울 종로의 YMCA에서 개교하였는데 초대 교장에 호러스 그랜트 언더우드 선교사와 부교장에 에비슨 박사가 취임하였다. 1917년 4월 7일에 사립 연희전문학교(延禧專門學校)로 발족하였고 같은 해인 1917년에는 존 언더우드(John T. Underwood) 박사의 기부금으로 경기도 고양군 연희면 창천리(현재 연세대학교 부지)의 대지 19만평을 교지로 구입하였다. 1919년 3월에 연희전문학교 1회 졸업생 배출하였다. 1920년에 찰스 스팀슨(Charles S. M. Stimson)의 기부금으로 스팀슨홀을 건립하여 학교를 이전하였고 1923년 3월에 신교육령에 의해 교명이 연희전문학교로 바뀌었다. 1926년에 연희전문학교와 세브란스 의학전문학교의 합동에 대한 의견이 피력되었고 1926년 6월에 본격적인 논의가 진행되었지만 일제의 간섭으로 진전되지 못했다. 1935년 9월 1일에 연세춘추의 전신인 월간지《연전타임스》가 창간되었다. 1944년 4월에 적산(敵産)이라는 명목으로 학교가 몰수되어 조선총독부의 관리하에서 조선인 간부와 교수진을 추방하였으며, 교명이 경성공업경영전문학교(京城工業經營專門學校)로 변경되었다.
해방 이후 재산과 운영권을 미군정청으로부터 인수받아 교명을 연희전문학교로 회복하고 1946년 8월 15일에는 연희대학교(延禧大學校, Chosun Christian University)로 승격되어 4학원 11학과(문학원, 상학원, 이학원, 신학원)의 종합대학교로 인가되었다. 연희대학교의 초대 학장으로 백낙준(白樂濬, 1895년 ~ 1985년)이 취임하였고 1946년 9월에는 남녀공학 대학교가 되었다. 1949년 세브란스 의과대학 예과를 연희대학교에 두었으며, 이듬해 1950년에는 연희대학교 제1회 졸업생을 배출하였고, 1950년 4대학 17학과(문과대학, 상경대학, 이공대학, 신과대학)로 증설하고 대학원을 신설하였다. 그러나 한국 전쟁의 발발로 3개월간 임시 휴교를 단행하였으며, 11월 3일 재등록을 받아 개강하였지만 1·4 후퇴로 인하여 1951년 부산으로 학교를 옮겨 개강하였으며, 1953년 8월에 서울 본교로 돌아와 개강하였다. 1953년 대학원에 의학과 석사과정을 설치하였고 1954년 정법대학을 신설하였으며 같은 해 8월에는 동방학연구소에서 학술지인 《동방학지》를 발간하였다.

### 연세대학교 (1957년~)

학술정보원 앞에 있는 백낙준 동상

1955년에 세브란스 의과대학과 연희대학교의 이사회는 재단법인 연세대학교를 구성하는데 합의하였고 1956년에 재단법인이 설립되었다. 1957년 1월 5일, 연희대학교와 세브란스 의과대학이 통합하면서 연세대학교(延世大學敎, Yonsei University)로 교명을 변경하였는데 초대 총장은 백낙준, 부총장은 최현배(崔鉉培, 1894년 ~ 1970년)가 취임하였다. 1959년에 한국어학당을 설립하였다.
1962년 3월에는 미국 헤퍼 프로젝트(Heifer Project 책임자: 트락몰튼 감리교 목사) 지원금으로 캐나다로부터 젖소 10두를 기증받아, 1971년 3월 연세우유의 시중 판매를 시작하여 산하 법인인 연세유업을 세웠다. 1977년에는 강원도 원주시에 제 2캠퍼스인 원주캠퍼스를 설립하였다. 1981년 신촌캠퍼스의 스팀슨관, 언더우드관, 아펜젤러관이 대한민국의 사적으로 지정되었다. 1985년 5월 11일에 창립 100주년 기념식을 거행하였다.
제5공화국 말기인 1987년 6월 9일에 연세대학교 학생 1천여 명이 학교 정문 앞에서 경찰과 대치하던 중 경영학과 2학년에 재학 중이던 이한열이 전경이 쏜 최루탄을 맞아 사망하는 사건이 발생하였다. 이 사건은 6월 항쟁의 기폭제가 되어 대통령 직선제 개헌을 이끌어 낸 대한민국 현대사의 분수령이 되었다. 1996년에 학부제 및 계열화를 실시하였다. 같은 해 8월에 한국대학총학생회연합이 연세대학교 신촌캠퍼스에서 제6차 8.15 통일대축전 및 범민족대회를 강행하여 원천봉쇄하려던 경찰과 충돌을 벌였고, 종합관과 과학관에서 8월 13일부터 20일까지 점거 시위를 벌였다.
2003년에 부속기관인 김대중도서관을 설립하여 개관하였다. 2006년에 인천광역시와 연세대학교 송도 국제화 복합단지 조성 양해각서를 체결하여 2010년에 국제캠퍼스 약학대학 신설하였고, 같은 해 3월 3일에 국제캠퍼스 봉헌식을 거행하였으며, 2011년 3월 2일에 국제캠퍼스 정규학위과정을 시작하였다. 2011년 5월 31일에 연세대학교 기술지주회사가 설립되었다.

## 인물
연세대학교 출신 교우들의 모임인 연세대학교 총동문회는 1960년 4월 연희대학교 동문회와 세브란스 동창회 통합으로 창립한 기관이며 연세대학교의 다양한 사업과 장학재단을 운영을 통해 모교를 지원하고 있다. 1993년 5월에는 연세대학교 동문회관이 준공되었다. 문학사에서는 김수영 시인, 윤동주 작가, 소설가인 김유정 작가, 동요, 동화를 쓴 아동문학가인 김성도 작가, 4.19 학생운동의 리더이며 가야 신라토기 기증자인 김병철 회장, 김우중 회장 등이 연세대학교에서 공부했다.

## 캠퍼스

### 신촌캠퍼스(본교)
신촌캠퍼스(新村-)는 서울특별시 서대문구 연세로 50 (연희동)에 위치한 연세대학교의 제1캠퍼스이다. 언더우드의 큰형인 존 토마스 언더우드(John Tomas Underwood)는 10만 달러를, 로스앤젤레스의 찰스 스팀슨(Charles S. M. Stimson)은 대학 설립용 자금으로 2만 5천 달러를 연희전문학교에 기부하였다. 언더우드는 미국에 돌아가서 교사 건립용 기부금 모금을 했는데 스팀슨에게서 위 기부금을 얻은 후 사망하였고, 후임 교장인 에비슨이 기부금으로 교사를 건립하였다. 연희전문학교는 당시 경기도 고양군 연희면 신촌리의 숲이 울창한 토지 190,320평을 매입하였다. 이곳은 조선 정종 때 세워진 연희궁(延禧宮) 터와 영조(英祖)의 후궁 영빈 이씨(映嬪李氏)의 수경원(綬慶園)이 자리 잡고 있었고, 학교명 ‘연희’는 여기서 연유하였다. 캠퍼스 마스터플랜과 교사동 설계는 예일 대학교 건축과를 졸업한 미국인 건축가 헨리 머피(Henry Killian Murphy)에 의하여 작성되었다. 현재의 백양로 등 신촌캠퍼스의 골격은 초기 마스터플랜에 의해 조성되었다. 최초의 건물은 치원관(致遠館)이며, 목조 2층으로 1918년에 준공되어 1950년까지 있었다. 치원관 이외에도 스팀슨관, 언더우드관, 아펜젤러관, 한경관 등이 준공되었으며, 기숙사인 핀슨관과 노천극장, 돌층계 등이 만들어졌다.
현재 신촌캠퍼스는 송림으로 둘러싸인 약 990,000m2의 규모로 성장하였다. 신촌캠퍼스를 가로지르는 백양로를 중심축으로 오른편에 현대식 건물로 약 165,000m2에 달하는 연세의료원, 백주년기념관, 수경원, 루스채플, 음악대학, 학생회관, 대강당, 경영관, 노천극장, 청송대가 있으며, 왼편에는 연세공학원, 공과대학, 중앙도서관, 체육관, 체육교육관, 장기원기념관, 연세과학원, 과학관, 백양관, 광복관이 서로 대치를 이루며 서 있다.
백양로의 끝에는 대학 본부가 위치한 언더우드관을 중심으로 왼편에 스팀슨관과 오른편에 아펜젤러관이 위치에 있고 세 건물의 중앙에는 학교의 창설자이며 초석을 이룬 언더우드의 동상이 서 있다. 스팀슨관 뒤편 언덕위 왼편에는 한경관과 핀슨관이 나란히 서 있고, 그 뒤로 신학관이 동향을 바라보며 자리 잡고 있다. 언더우드관의 뒤편으로 사회과학대학이 자리한 연희관이 서 있으며 오른편에 성암관, 왼편에 유억겸기념관, 그 뒤로 대우관이 있다. 유억겸기념관 뒤편 오른쪽에는 빌링슬리관이 자리 잡고 있으며 뒷산 중턱에는 종합교실단과 외솔관, 위당관이 서 있다. 성암관 뒷길을 따라 동문방향으로 가면 우측에 새천년관, 국제학사, 언어연구교육원, 제중학사가 있고, 대우관 뒤편 고개를 넘어 북문방향으로 가면 무악학사(학생기숙사) 5개동이 자리 잡고 있다.
- 백양로(白楊路): 백양로는 1930년경 만들어진 연희의 관문으로 본래 백양목(白楊木)이 도로 좌우로 심어져 있었기에 현재의 이름을 얻었다. 1960년 4월에는 나무의 수명이 다 되었기 때문에 베어 버리고, 대신 도로 양쪽에 은행나무를 심었다.[23] 백양로는 노폭 22m의 아스팔트로 포장된 도로로 차가 다니던 길이었으나, 2013~2015년의 백양로 재창조 프로젝트를 통해 차 없는 도로로 재단장되었다.

- 스팀슨관(Stimson Hall): 스팀슨관은 1920년에 지상 2층, 반지하층의 석조 건물로 준공되었다.[24] 스팀슨의 기부금으로 지은 것으로, 대학 본부로 사용하다가 현재는 대학원과 대외협력처에서 사용하고 있으며, 1981년에 사적 275호로 지정되었고[27] 일제시대 대학캠퍼스 건물은 대부분 석조 고딕풍의 건축이었다. 이러한 건물들의 최초 건물이 스팀슨관이다.[24]

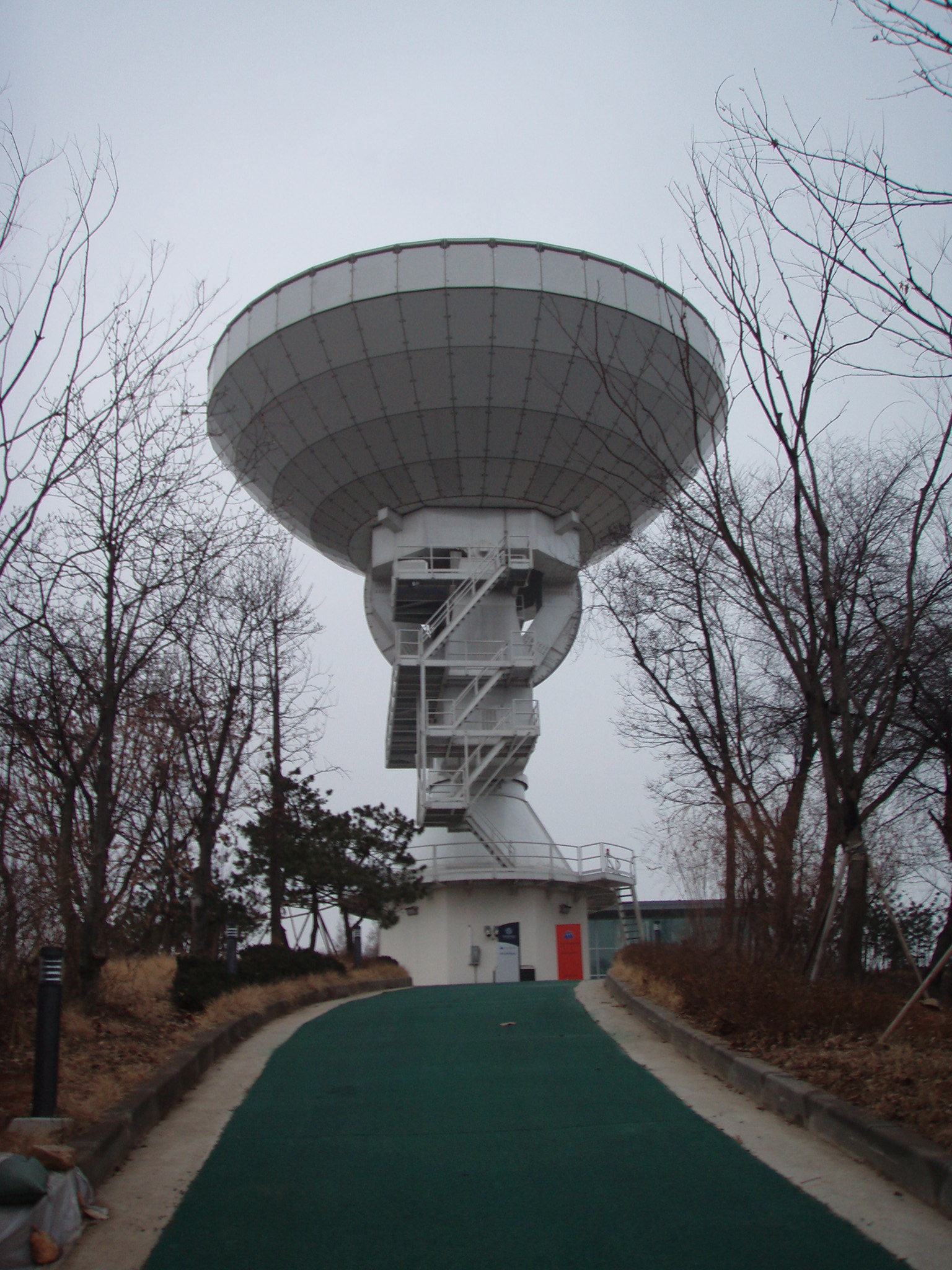
연세전파천문대

- 아펜젤러관(Appenzeller Hall): 아펜젤러관은 미국 매사추세츠주 피츠필드 시의 제일감리교회(First Methodist Church)의 기부금으로 1924년 지상 2층, 지하 1층의 석조 건물로 준공되었다. 아펜젤러관은 이학관(理學館)으로 연희전문캠퍼스에서 두 번째로 건립된 건물이다.[28] 현재 사회복지대학원 등으로 사용되고 있으며, 1981년 사적 277호로 지정되었다.[27] 건물 명칭은 언더우드와 함께 내한한 미국 북감리교 선교사 헨리 아펜젤러를 기념하기 위하여 명명되었다. 아펜젤러는 배재학당(培材學堂)을 설립하는 등 교육과 선교 사업에 업적을 남겼다.[28]

- 언더우드관(Underwood Hall): 언더우드관은 1925년 지상 3층(중앙탑 5층)의 석조 건물로 준공되었다. 건물의 명칭은 연희전문학교의 설립자인 언더우드를 기념하기 위하여 명명되었다. 연희캠퍼스에서 스팀슨관, 아펜젤러관에 이어 3번째 석조 건물이다.[29] 건물은 문과대학에서 사용하여 오다가 1982년부터 대학 본부 건물로 사용하고 있으며, 사적 276호로 지정되었다.[30] 언더우드관은 초기 마스터플랜의 중심축인 백양로의 종점에 위치하여 좌우에 스팀슨관과 아펜젤러관이 같이 있어 캠퍼스 내에서 시각적 정점(terminal vista)을 형성하였다. 언더우드관은 20세기 초기의 대표적인 대학 캠퍼스인 연희전문학교 캠퍼스의 중심 건물이면서 보존 상태가 우수하여 역사적 가치가 크다.[29]

- 언더우드 동상: 연희전문학교의 설립자인 언더우드의 동상은 1928년에 교직원과 사회 인사들의 기부를 통해 세워졌으나[23] 1942년에 일제에 의해서 전쟁 물자로 공출되어 그 자리에는 대리석으로 만든 흥아유신기념탑(興亞維新記念塔)[주 4]이 세워졌다. 1948년에 두 번째 동상을 세웠지만 한국 전쟁으로 다시 파괴되었다가 1955년에 세 번째 동상을 세웠다.[31]

- 청송대(聽松臺): 연세대학교 정문에서 백양로를 따라 캠퍼스를 오르며 노천극장을 끼고 돌면 마주하는 소나무 숲이 청송대이다.[32] 청송대는 ‘소나무(松) 소리를 듣는다(聽)’는 의미이다.[33] 청송대에서 동문쪽으로 향해 난 뒷길은 연희전문학교 시절부터 알려진 유명한 데이트 장소이다. 이양하의 수필 《나무》, 《신록예찬》 등의 모티브가 되었다.[32]

- 노천극장: 1932년 밀러(Dr. Miller) 교수에 의하여 설계되어 1933년 5월에 준공되었다. 이후 1957년 여름에 보수공사를 거쳤으며 현재의 노천극장은 동문들의 성금을 모아 1999년 5월 준공된 초현대식 건물로 성금을 낸 동문들의 이름을 대리석에 새겨놓고 있다.[23]

- 100주년기념관(百周年紀念館): 연세대학교 창립 100주년을 기념하여 1988년 5월에 준공된 건물로 연세대학교 박물관과 콘서트홀로 구분하여 사용되고 있다.[34] 박물관은 1924년 설립되었으며, 1964년 공주 석장리 유적 발굴은 대한민국의 구석기 문화를 최초로 밝히는 계기가 되었다.[35]  신라 삼층석탑과 유물 1803점을 비롯한 여러 유물들을 보관한 박물관은 10개소의 전시실과 소강당, 4개소의 수장고로 이루어져 있다. 콘서트홀은 900여 명을 수용할 수 있는 객석과 휴게실을 갖추고 있다.[34]

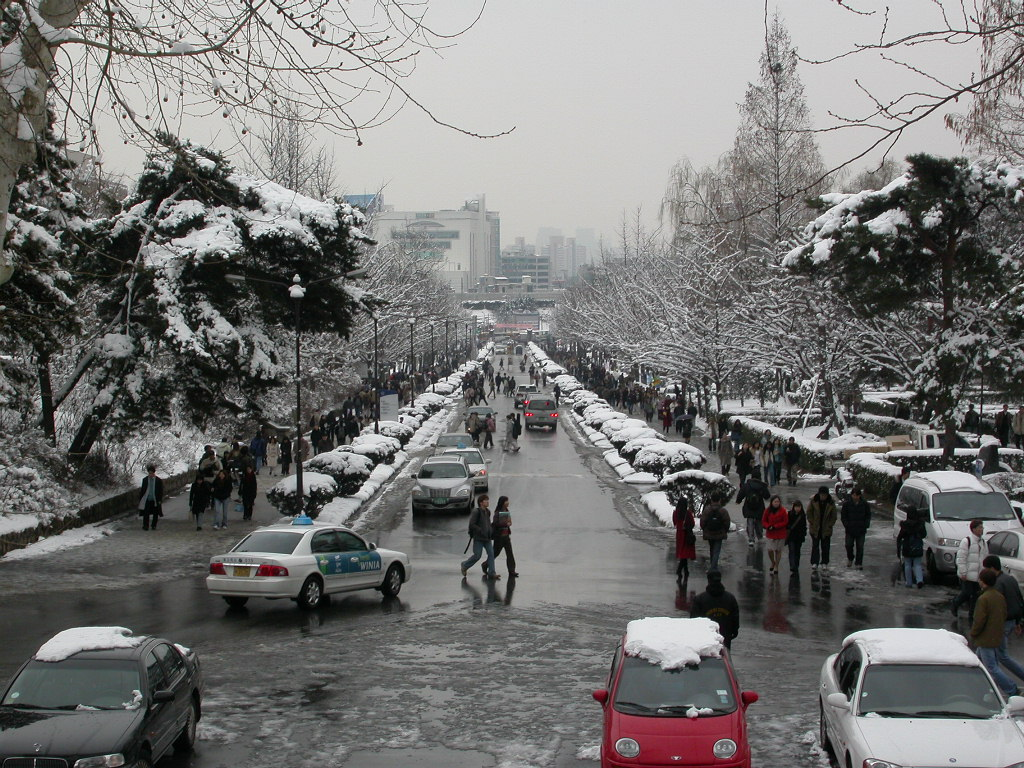
백양로 (2004년)
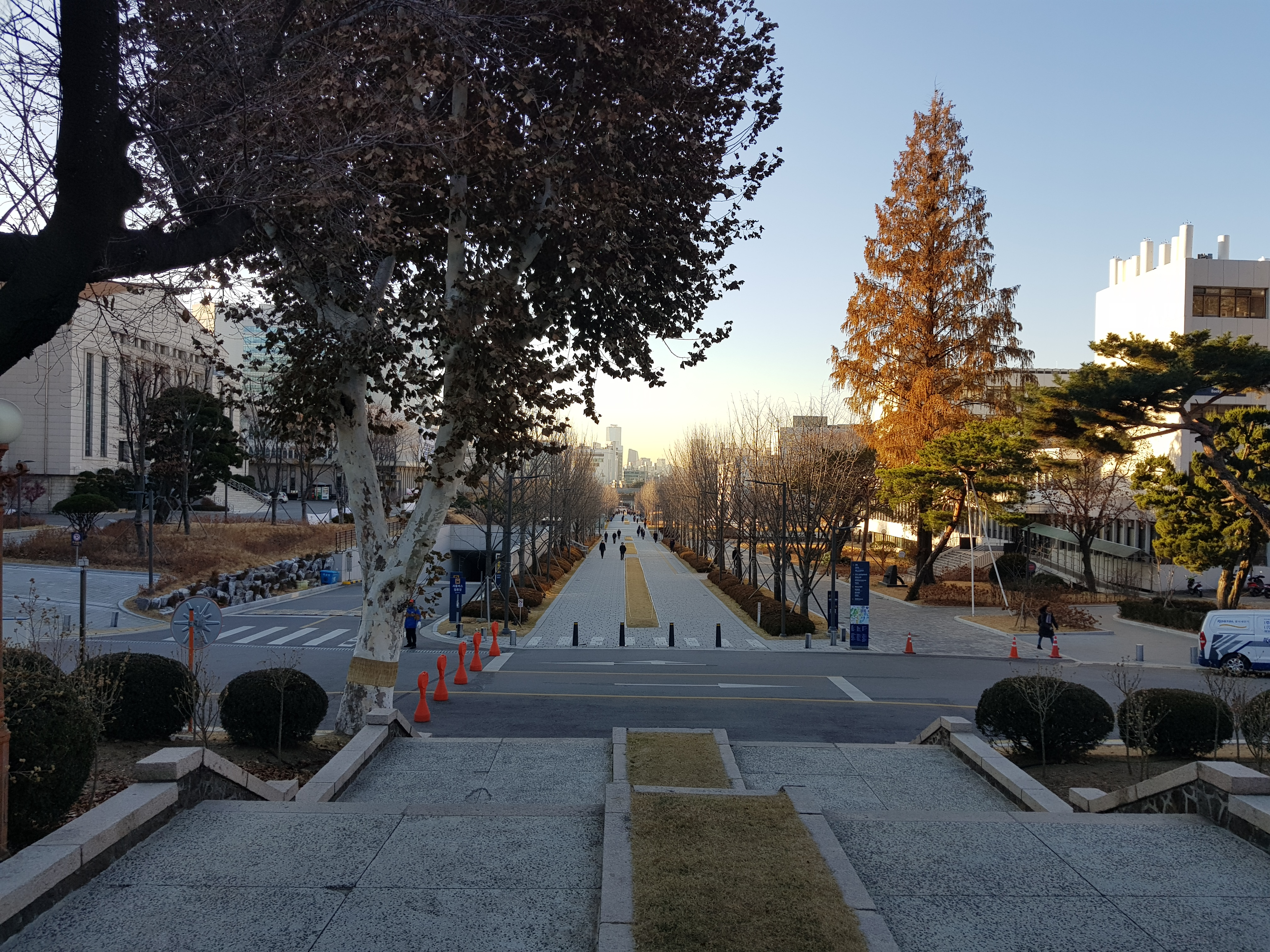
백양로 (2017년)
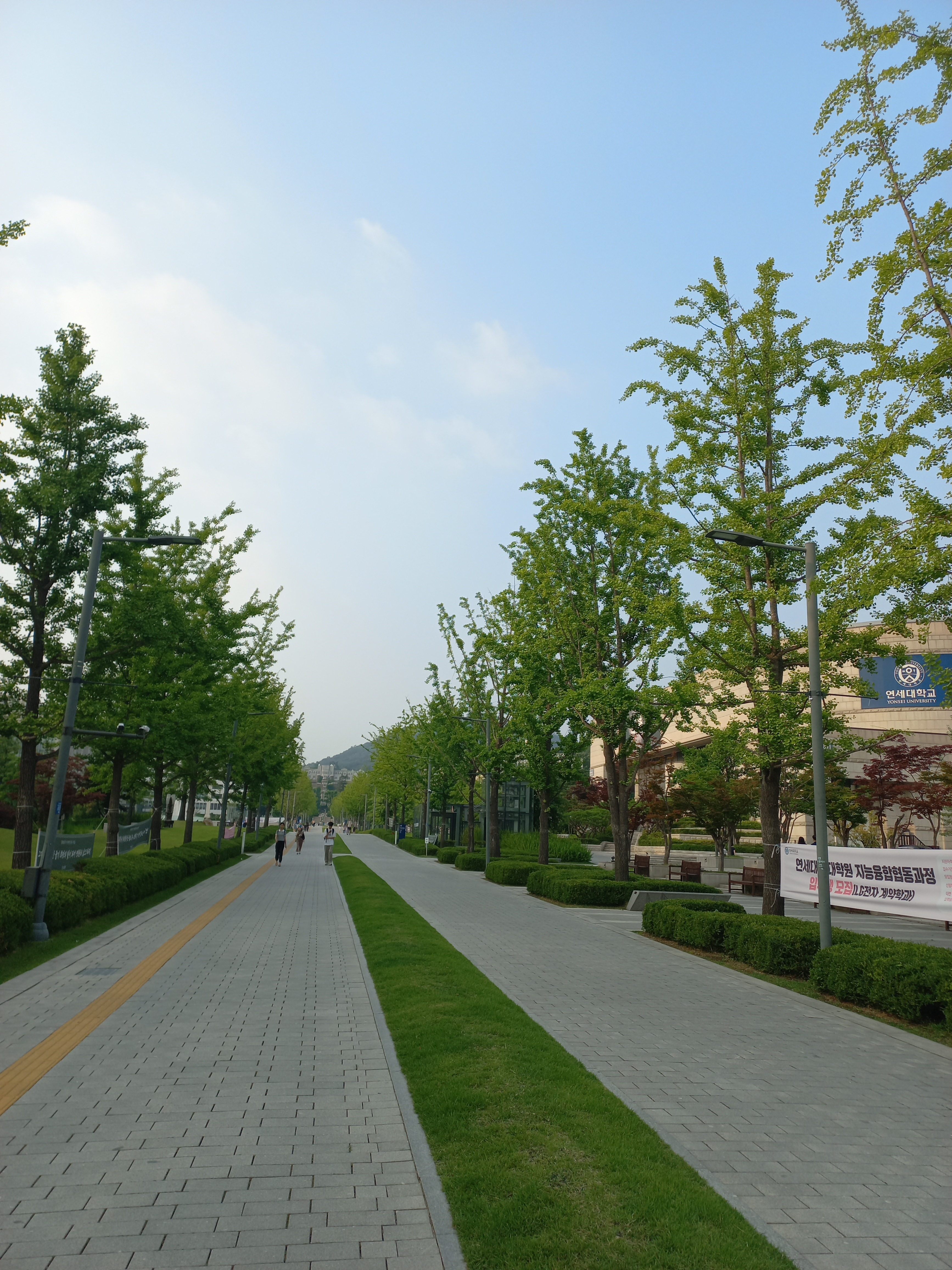
백양로 (2023년)
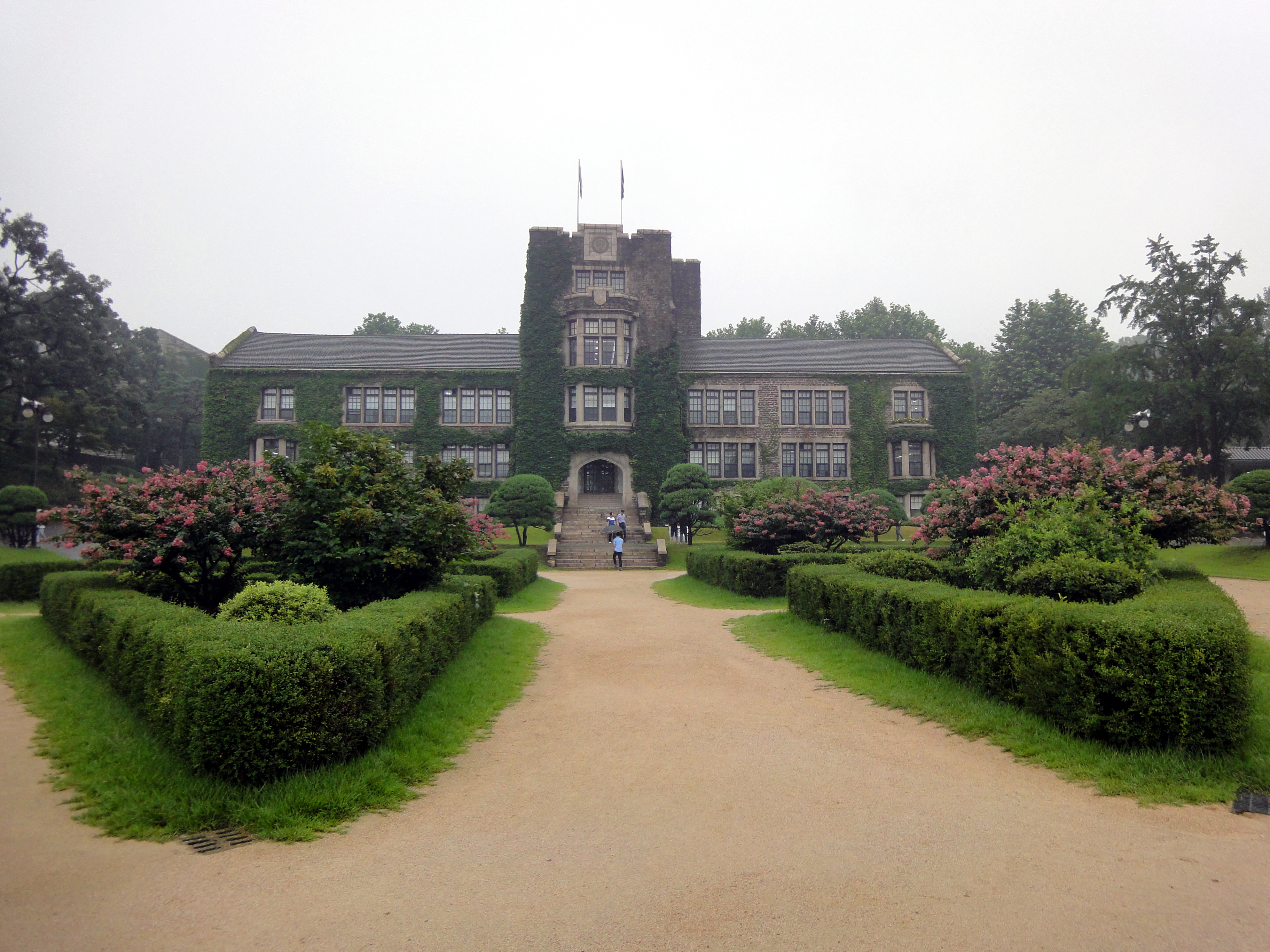
언더우드관
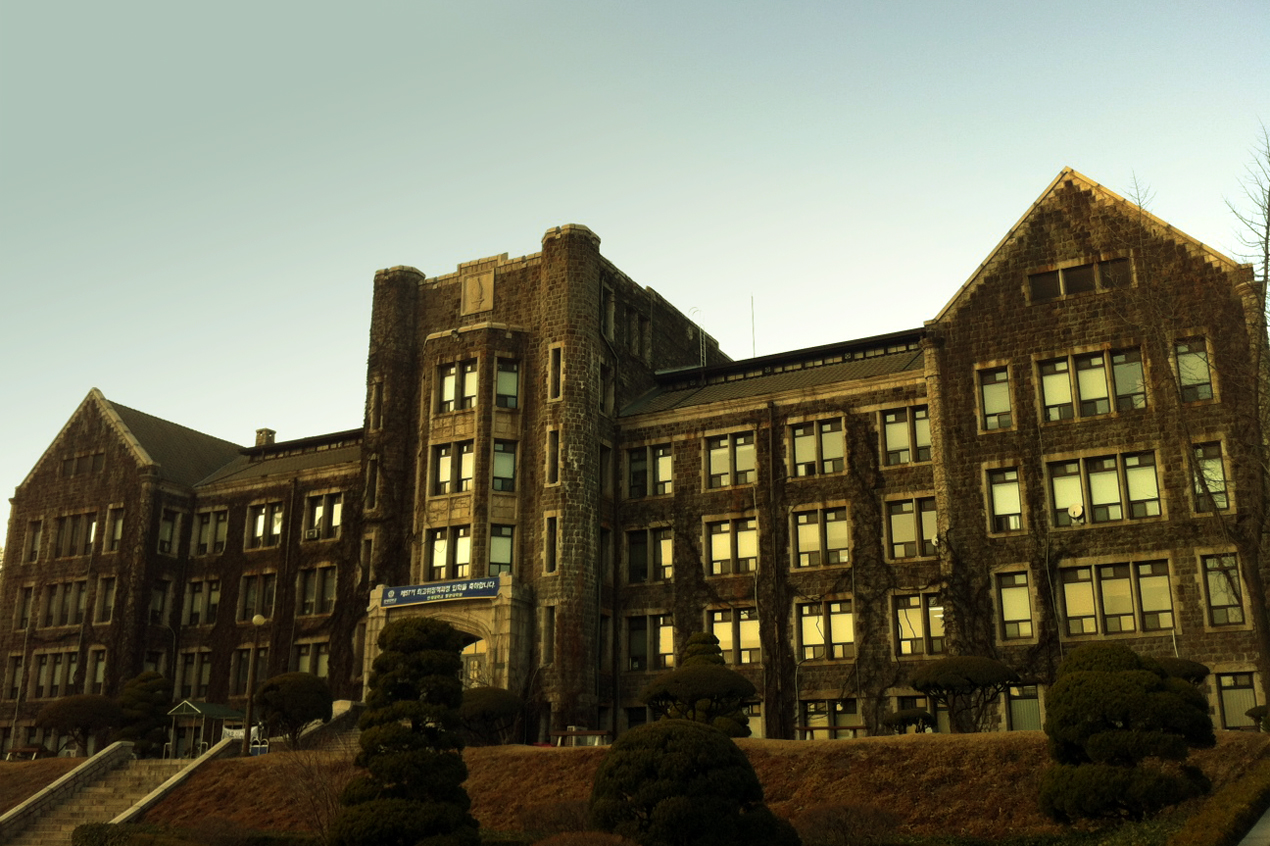
연희관
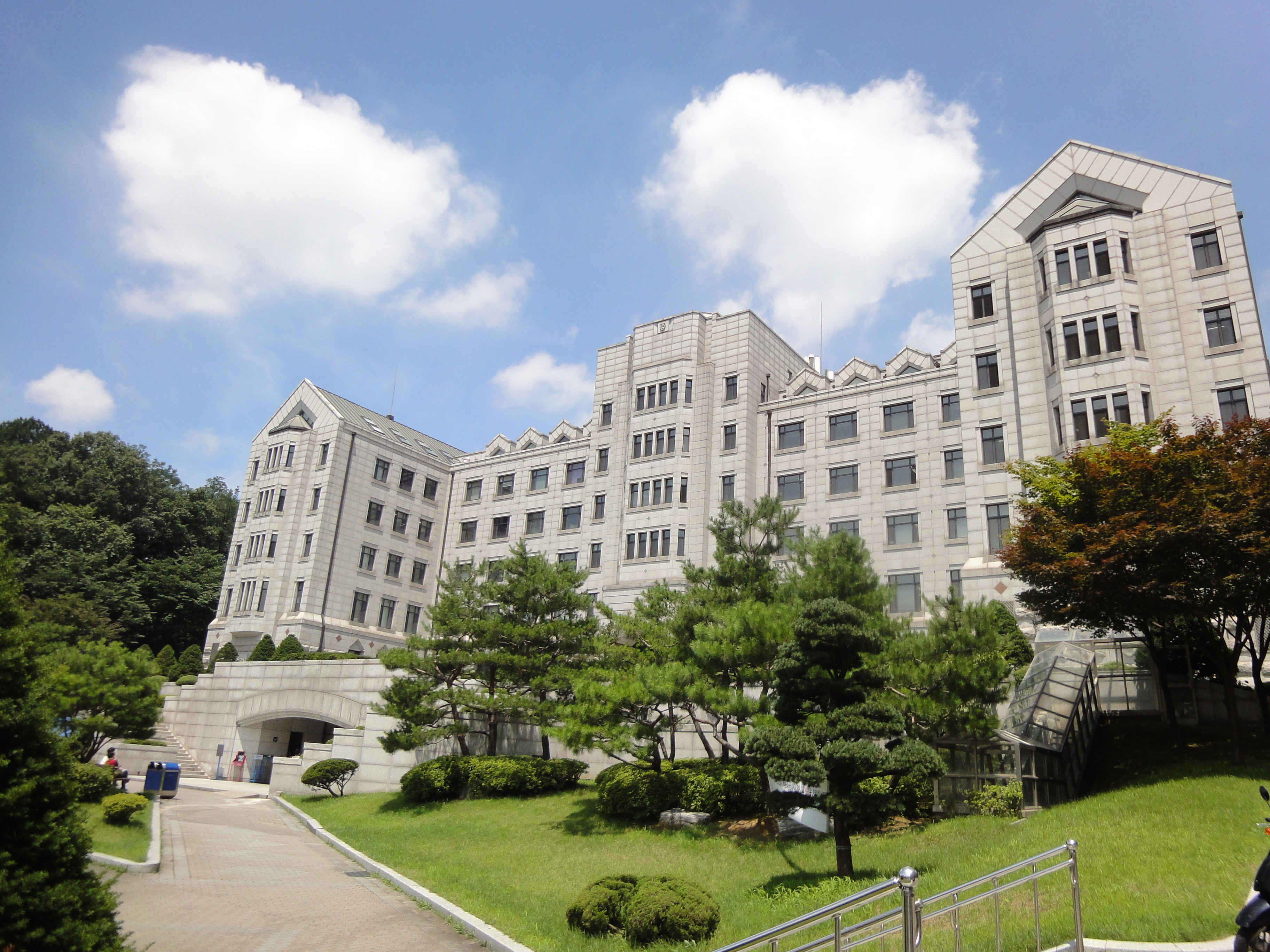
대우관
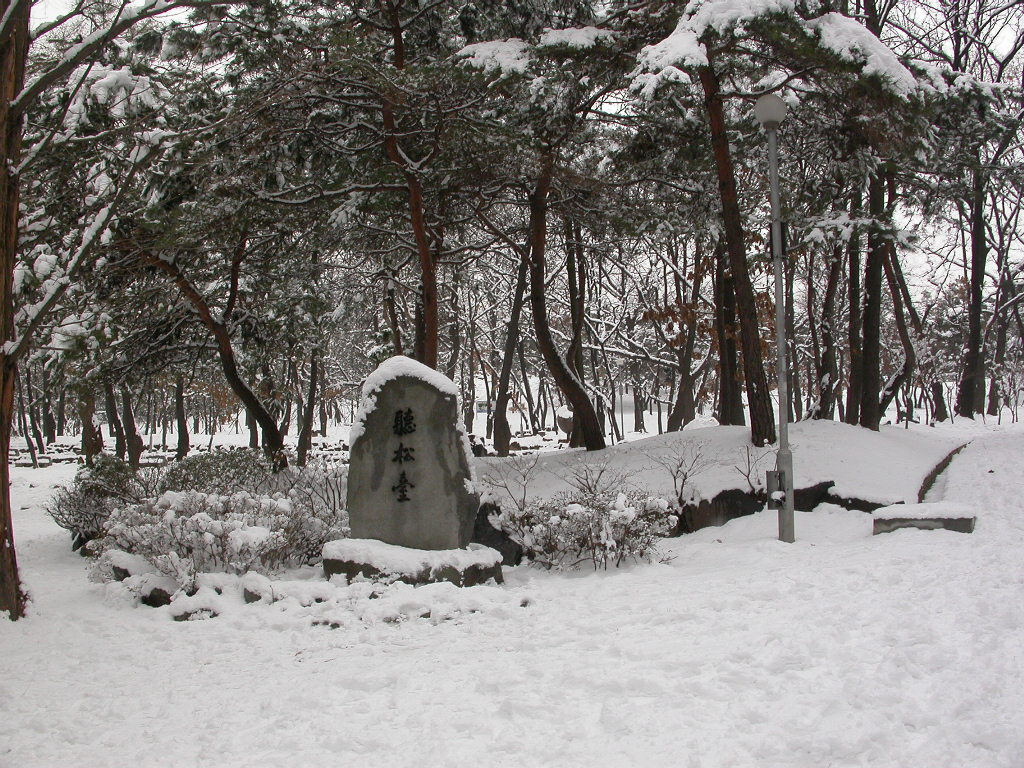
청송대
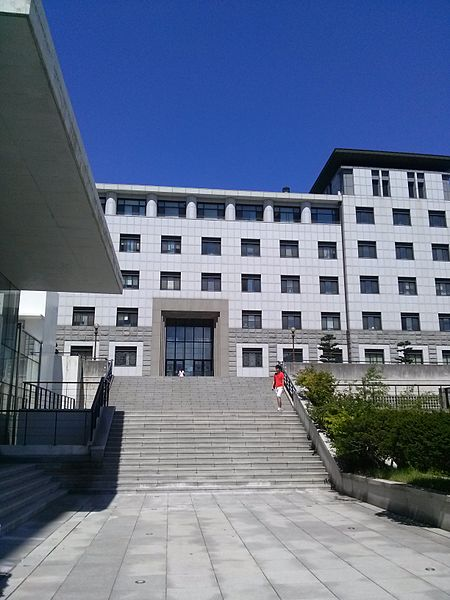
광복관
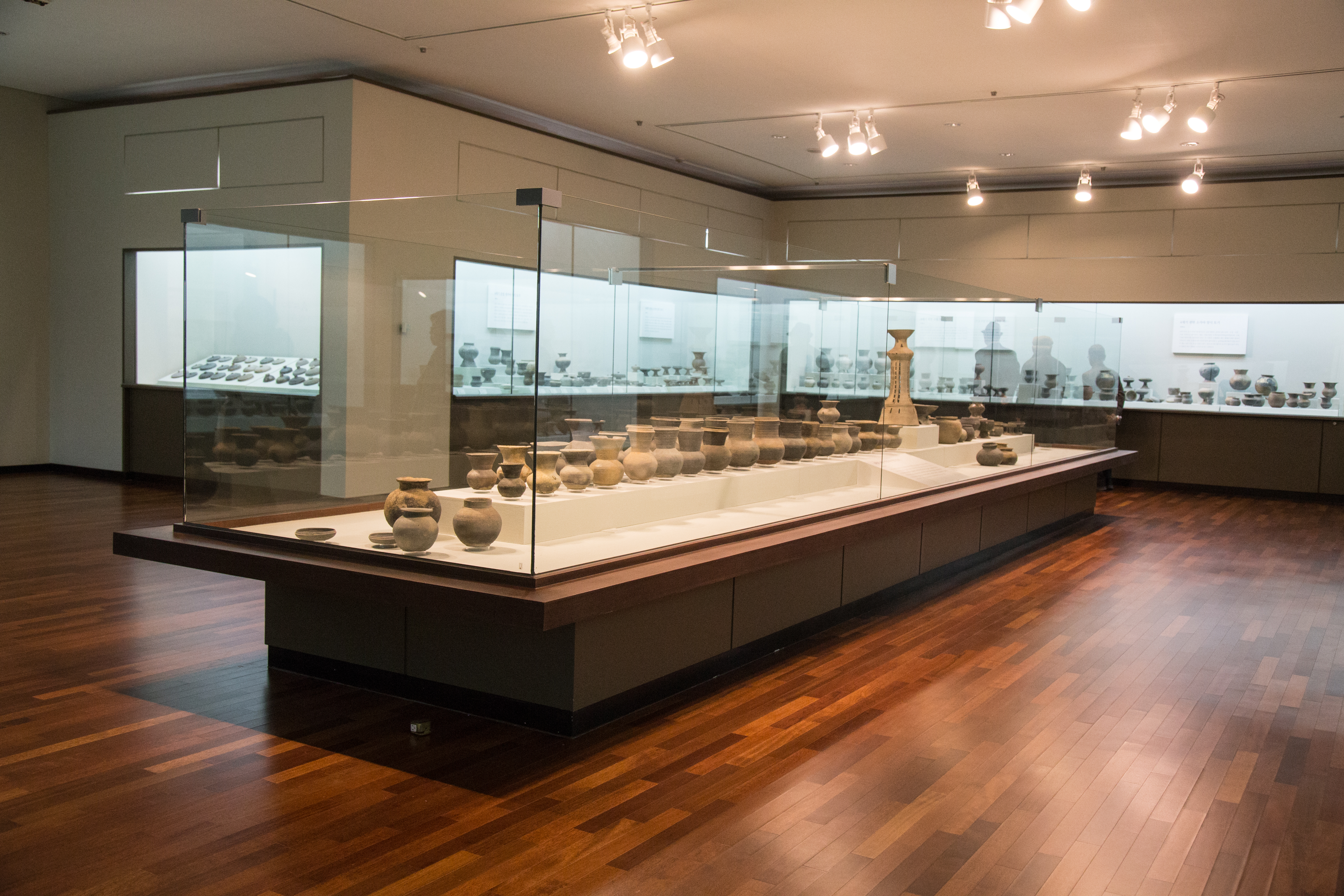
박물관 김병철 동문기증유물들
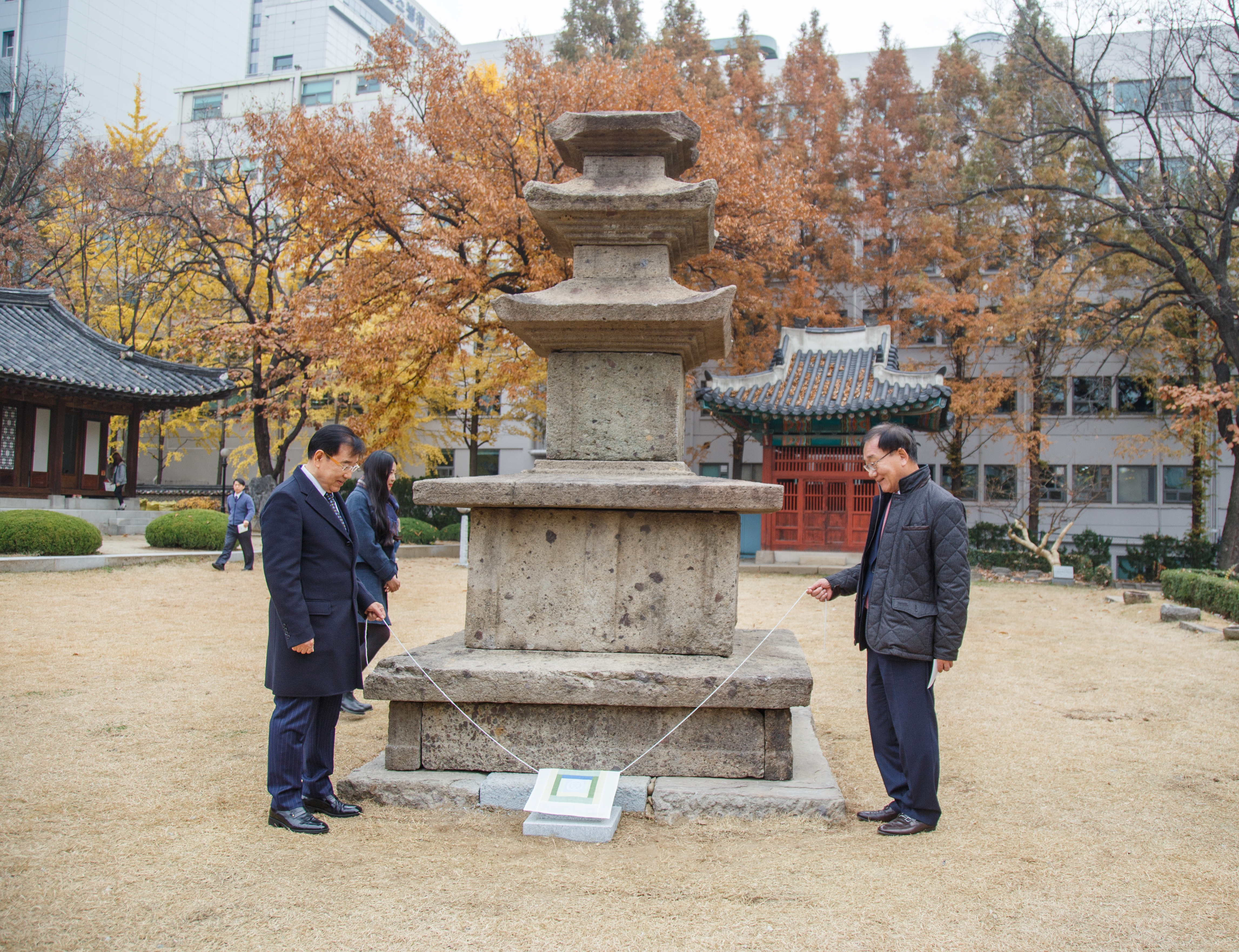
신라삼층석탑. 김병철 동문기증

### 국제캠퍼스(이원화 캠퍼스)
연세대학교 국제캠퍼스(國際-)는 인천광역시 연수구 송도과학로 85(송도국제도시)에 위치하고 있는 연세대학교의 캠퍼스이다. 615,000m2(약 186,000평)의 부지에 캠퍼스를 조성하였다. 연세대학교 학교본부는 국제캠퍼스의 건립을 서울캠퍼스의 공간적 연장이라고 밝혔다. 즉 연세대학교 국제캠퍼스는 연세대학교의 이원화캠퍼스이다. 연세대학교는 2006년 1월 인천광역시와 양해각서(MOU)를 체결하고, 2008년 11월 캠퍼스 조성 공사를 시작하였다. 강의동과 연구시설 등을 건설하는 비용 6,500억원은 인천광역시가 부동산 개발 이익으로 전액 부담한다. 2010년 3월에 일부 개교하였고 2014년 기준으로 2B단계까지의 준공을 마쳤다. 2011년도에 국제캠퍼스에 처음으로 개설된 전공은 공과대학 글로벌융합공학부·글로벌융합기술원, 언더우드국제대학, 자유전공, 의예과, 치의예과, 약학대학·약학대학원, 외국인글로벌학부 등이다. 연세대학교 학부 과정의 대부분의 학생은 1학년을 국제캠퍼스에서 이수하고 약학대학, 공과대학 글로벌융합공학부, 언더우드국제대학 HASS, ISED 재학생을 제외한 학생은 나머지 재학 기간을 신촌캠퍼스에서 보내게 된다.
국제캠퍼스의 건립으로 2013년 이후 입학하는 연세대학교 신입생은 국제캠퍼스에서 레지덴셜칼리지(Residential College, RC) 교육을 이수해야 한다. 신입생 대상 RC 제도 시행 첫 학번이었던 13학번은 국제캠퍼스에서 한 학기를 의무적으로 보냈으며 1학기에는 문과대학, 공과대학, 교육학과, 간호학과가, 2학기에는 상경대학, 경영대학, 이과대학, 생명시스템대학, 신과대학 사회과학대학, 생활과학대학 학생들이 RC교육을 이수했다. 2014년부터는 모든 신촌캠퍼스 신입생(음악대학 제외)이 국제캠퍼스에서 두 학기를 의무 이수하도록 (체육교육학과, 스포츠응용산업학과는 한 학기) RC제도가 전면 시행되었다.
연세대학교 약학대학, 공과대학 글로벌융합공학부, 언더우드국제대학 HASS, ISED 소속 학생들은 전 교육 과정을 국제캠퍼스에서 이수하며, 신촌캠퍼스 강의를 자유롭게 이수할 수 있도록 하고있다.

### 삼애캠퍼스(이원화 캠퍼스)
삼애캠퍼스(三愛-)는 경기도 고양시 일산동구 중산로 160-30 (중산동)에 위치한 연세대학교의 또 다른 캠퍼스이다. 1976년 배민수 목사가 별세한 후 그의 유족들이 약 181,819m2(55,000평)을 기증하면서 캠퍼스가 조성되었다. 현재 삼애캠퍼스는 천문대와 운동장 2개, 삼애교회로 구성되어 있고 천문대는 천문우주학과에서 주로 이용하며 주변 학교의 견학장소로 사용되고 있다. 운동장의 경우 운동부들의 연습구장으로 사용되고 있지만 부대시설이 부족해 사용하는 학생들이 불편을 겪고 있다.

### 미래캠퍼스(분교)
미래캠퍼스(未來-)는 연세대학교의 분교로 강원특별자치도 원주시 연세대길 1에 위치한 종합대학인 ‘매지캠퍼스’(梅芝-)와 일산로 20에 위치한 원주세브란스기독병원과 의과대학의 ‘일산캠퍼스’(一山-)로 구성되었다. 2008년에 원주캠퍼스 창립 30주년 기념식을 거행하였으며 2010년에 원주캠퍼스 비전 2020+ 선포식을 개최하였다. 또한 전국 대학 최초로 RC프로그램을 성공적으로 시행하여 정착시켰으며 이후 2013년부터 국제캠퍼스로 확대시행되었다. 매지캠퍼스에는 인문예술대학, 정경대학, 과학기술대학, 보건과학대학, 동아시아국제학부(EIC)가 그리고 일산캠퍼스에 원주의과대학이 존재한다.

#### 매지캠퍼스
매지캠퍼스는 김우중 전 대우그룹 회장이 기증한 165만여m2 부지에 캠퍼스를 조성하였다. 매지캠퍼스의 교내로 들어서면 왼편으로 첨단의료기기 테크노타워, 환경친화기술센터, 기숙사인 매지 1, 2, 3학사, 세연1, 2학사, 청연학사가 있고 학생식당, 편의점, 우리은행, 우체국 등의 편의시설이 있는 연세프라자가 있으며 그 앞으로는 언덕 위에 현운재가 보이고 옆으로는 무궁화동산, 연세스포츠센터와 대운동장, 매지호가 있다. 은행나무 가로수의 긴 진입로에는 대학교회와 대학본부건물이 서로 연결되어 있다 가로수길이 끝나는 곳의 앞에 학생회관과 도서관이 마주보고 있으며 그 사이엔 신촌캠보다 더 큰 독수리상이 세워져 있다. 도서관 뒤로는 미래관, 그 위쪽 좌측에 인문예술대학이 사용하는 청송관과 정경대학이 사용하는 정의관, 우측에 과학기술대학이 있는 창조관, 그 뒤편에 보건과학대학이 사용하는 백운관이 있다.

#### 일산캠퍼스
일산캠퍼스(위치: 강원특별자치도 원주시 일산로 20, 일산동)는 1959년에 선교사 주디 머레이가 세운 원주기독연합병원에서 시작되어, 1978년 연세대학교 의예과, 1982년에 종합대학으로 발전하였다.

## 의료원

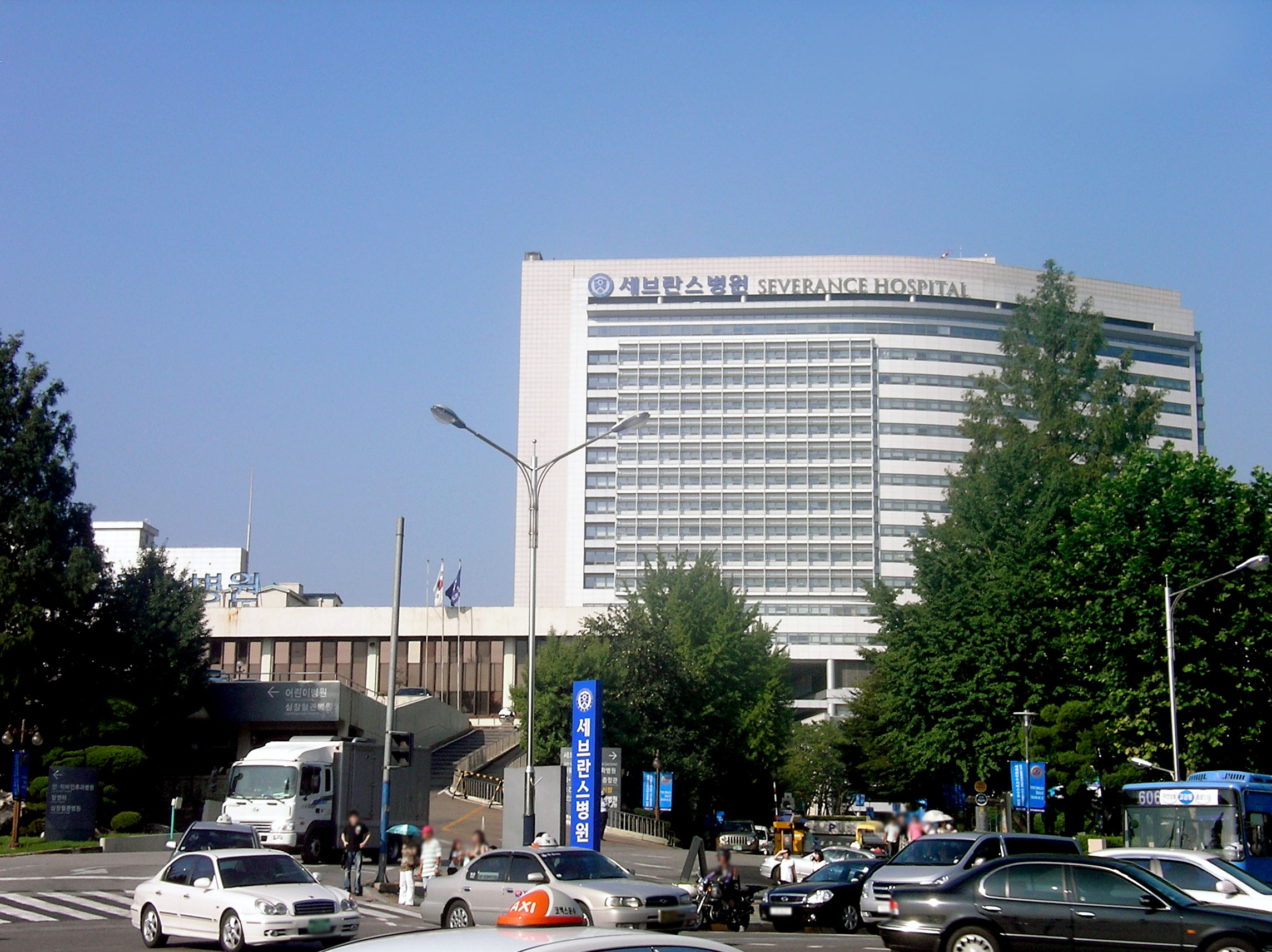
연세대학교 의료원(신촌 세브란스병원)

연세대학교 의료원(延世大學校 醫療院, Yonsei University Health System)은 세브란스병원, 강남세브란스병원, 용인세브란스병원, 세브란스정신건강병원, 원주세브란스기독병원 (연세원주의료원 산하), 의과대학, 치과대학, 간호대학, 보건대학원, 간호대학원 등으로 구성되어 있다. 서울특별시 서대문구 신촌동에 위치한 세브란스 병원은 개원 101주년이 되는 2005년 4월에 병원 건물을 신축하였으며, 현재 2,064개의 병상을 갖추고 26개의 과목의 진료를 운영하고 있다. 서울특별시 강남구 도곡동에 위치한 강남세브란스병원은 1983년에 개원하였으며, 2010년에는 804개의 병상을 갖추고 36개의 과목의 진료를 운영하고 있다. 경기도 용인시 처인구 역북동에 위치한 용인세브란스병원은 한국-독일 수교 100주년 기념사업의 일환으로 1983년에 개원하였으며, 113개의 병상을 갖추고 15개 과목의 진료를 운영하고 있다. 경기도 광주시에 위치한 세브란스정신건강병원은 1993년 설립된 대한민국 유일의 대학 정신과 전문병원이다. 원주연세의료원의 원주세브란스기독병원은 현재 중부권 제일의 대학병원으로 1,000병상을 갖추고 31개 과목의 진료를 운영하고 있다.

### 원주연세의료원
연세대학교 원주의료원은 원주세브란스기독병원, 원주의과대학, 원주간호대학 등으로 구성된다.

## 기타 시설
- 김대중 도서관: 대한민국 최초의 대통령 도서관인 김대중 도서관은 구 아태평화재단으로부터 서울특별시 마포구 동교동 소재 토지와 건물, 관련 자료를 기증 받아 2003년에 설립되어 개관하였다.[51] 김대중 도서관은 1·2층에 도서관, 3~5층에 통일연구원, 현대한국학연구소 등의 연구기관과 연구실이 있으며, 지하 1층에는 컨벤션홀을 갖추고 있다. 도서관은 1만 6천여권의 장서를 소장하고 있다.[52]

- 우남관(雩南館): 서울특별시 종로구 부암동 소재 대지 및 임야와 건물을 1996년 8월 최송옥, 최병설 남매가 이승만 및 한국 현대사 연구를 위해 기증하였다. 기증자 최송옥씨를 기념하기 위하여 송암관이라 불렀으나, 2002년 10월 우남 이승만을 기리기 위해 우남관이라 새로이 명명하였다.[52] 현재 이승만연구원이 사용하고 있으며 이승만 관련 기록물 15만여 쪽을 보관하고 있다.[53][54][55]

- 언더우드가 기념관: 언더우드가 기념관은 연세대학교의 설립자인 호러스 그랜트 언더우드와 그 가족들을 기념하기 위해 이들이 거주하였던 연희동 사택을 새롭게 조성하였다.[52] 언더우드 가문은 4대에 걸쳐 한국에 거주하면서 연세대학교의 기반을 마련하였다.[56] 1930년대 당시의 사택 내부의 모습으로 최대한 복원되었으며, 2003년 개관하였다.[52]

- 덕소수양관: 덕소수양관은 세미나 및 워크샵 등을 개최하는 장소로 사용할 목적에서 교육대학원의 출자로 덕소교육용지(경기도 양주군 와부면 도곡리 산 164번지, 현재 남양주시 와부읍 경강로849번길 126)에 1970년에 준공되었다.[52]

## 학생 활동

### 총학생회
총학생회는 학교 당국과 독립적인 학생들의 요구를 대외적으로 관철시키기 위한 학생자치기구이다. 1949년 9월 이승만 정권 당시 대통령령 86호로 결성된 학도호국단을 해체하는 안이 1960년 5월에 국무회의에서 4·19 혁명 이후 학원 민주화의 여론에 따라 통과되었는데, 이는 새로운 학생 자치기관이 탄생하는 계기가 되었다. 그해 6월에 각 단과대학 대표들의 회합 결과 ‘연세대학교 학생회’라고 일컫는 학생 자치기구가 구성되었고 1961년 1월에 총학생회가 정식으로 발족하였다. 1975년 6월에 군사정권에 의해서 다시 학도호국단으로 재편되지만 1983년 12월에 학원자율화 조치와 1984년 학도호국단의 폐지로 총학생회 체제가 부활하였다. 매년 선거를 통해 총학생회가 선출되고 있으며 2020년 기준으로 제55대 총학생회 ‘Mate’가 활동하고 있다. 학생복지처가 총학생회 활동의 지원을 담당하고 있으며, 학생 복지를 관장하는 기구로 학생복지위원회라는 별도의 기구가 존재하여 생활협동조합의 운영, 생협장학금, 신촌판 택리지 발간, 특강 개설 등의 다양한 일을 하고 있다.
한편 1988년 3월 총학생회 산하 여학생부가 재편되어 총여학생회가 31년간 매년 선출되었으나, 탄생 이래 위상이 모호하다는 비판을 받았으며 2019년 1월 학생총투표로 폐지가 가결됨으로써 사라지게 되었다.

### 학내 공식 언론단체

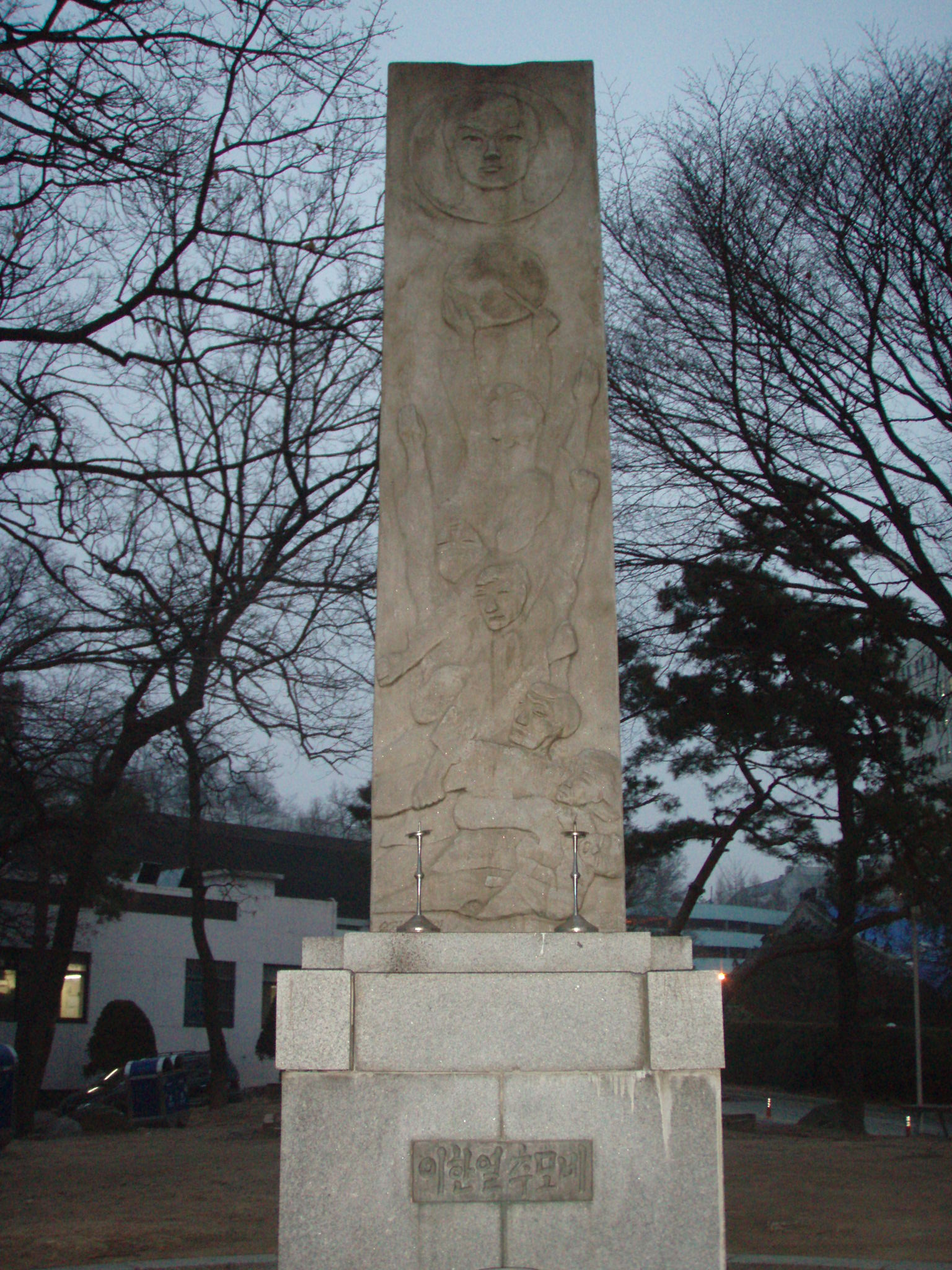
신촌캠퍼스의 이한열 추모비

- 연세춘추: 연세춘추는 1935년 《연전타임스》라는 제호로 최초 간행되었는데 대한민국에서 가장 먼저 간행된 대학신문의 효시이다. 그 이후 1946년 《연희타임스》와 1953년 《연희춘추》를 거쳐, 1957년 《연세춘추》로 제호를 변경하면서 자리를 잡게 되었다. 연세춘추는 학기(한 학기에 약 12회, 방학 중 1회) 중 시험 기간과 그 다음 주를 제외한 매주 월요일에 발행하고 있으며 2005년 9월 웹진 《연두》를 창간함으로써 인터넷 신문의 역할을 강화하였다.[64] 신문사의 위치는 미우관 302호에 있다.
- 연세학보사: 《연세학보》는 제2캠퍼스의 독자적인 신문으로 1987년에 창간되었다. 창간 초기의 제호는 《연원학보》이며, 1994년부터 《연세학보》로 제호를 변경하여 발행하고 있다. 원주캠퍼스만의 독자적인 신문으로 교내에서 일어나는 학내 행사 및 학술 연구 성과, 학생 활동 등의 보도를 기본으로 하며 문화·학술·사회 등 전반적인 사안에 대해서도 다루고 있다. 현재 격주간 발행 체제로 한 학기에 6번 신문을 발행하고 있다.[65]
- The Yonsei Annals: 《The Yonsei Annals》는 1962년 《연세춘추》의 부속지로 최초 창간되었다. 1967년 1월에 발간이 중지되었다가 5개월 후 재발간되었으며 1968년에는 《연세춘추》의 자매지로 승격되었다. 1970년부터는 본격적인 대학영자신문으로서의 면모를 갖추게 된다. 《The Yonsei Annals》는 연 8회(3~6월, 9~12월) 매월 초에 발행된다. 2007년부터는 연세춘추사에서 분리되어 독립된 기관으로 운영되고 있다.[66]
- 연세 교육 방송국: 연세 교육 방송국(Yonsei Educational Broadcasting Station, YBS)은 1959년 체신부로부터 방송국 인가를 받아 대학방송국으로 개국하였다. 그 후 박정희 정권 당시의 정보통신법에 대학무선방송이 저촉된다는 이유로 호출부호와 주파수를 반납하였다. 현재 매주 월요일부터 금요일까지 아침, 낮, 저녁 세 차례(2시간 10분)에 걸쳐 캠퍼스 내에 설치된 스피커와 인터넷을 통하여 다채로운 형식의 프로그램으로 방송을 하고 있다. 5월 대동제 기간에 청송대에서 열리는 국내 유일의 야외 방송제 ‘숲속의 향연’, 9월 연고제 때 열리는 ‘연고연합방송제’를 개최하고 있다.[67]
- 연세 매지 방송국: 연세 매지 방송국(Yonsei Maeji Broadcasting Station, YMBS)은 1982년에 대학 방송 최초로 스테레오 방송을 시도하며 개국한 원주캠퍼스의 언론기관이다. 현재 아침, 낮, 저녁 세 차례에 걸쳐 학내 스피커를 통해서 정규 음성 방송을 실시하고 있다. 2003년에는 인터넷 방송을 시작하였다.[68]
- YTV 연세대학교 인터넷 선교 방송국: YTV 선교 방송국(Yonsei TV Gospel Broadcasting, YTV)은 2003년에 개국한 원주캠퍼스의 선교방송국이다. 현재 채플과 연세대학교의 대학교회에서 영상촬영 및 편집을 하고 있다.

### 기타
- 연세대학교 응원단: 연세대학교 응원단은 응원단장 1인 체제로 이어져 오다가 1960년대 말에 단장-부단장-총무 3인 체제로 거듭나면서 응원단이 조직된다. 신촌, 원주캠퍼스가 통합적으로 운영된다. 응원단은 신입생 오리엔테이션, 정기 및 비정기 연고전, 아카라카를 온누리에 등에서 응원을 담당한다. 응원단 출신의 유명인으로 조풍연, 이만섭, 임성훈 등이 있다.[69] 응원단이 주관하는 행사와 응원곡은 응원단 홈페이지에서 확인할 수 있다.
- 연세대학교(신촌) 학생홍보대사 ‘I.N.延’: 연세대학교 대외협력처 홍보팀에 소속되어 캠퍼스 투어, 홍보물 촬영, 의전 등 학교 홍보의 최전선에서 활동하는 재학생들로 이루어진 교내의 공식 홍보단체이다. 2002년 활동을 시작한 이래 연간 600여개의 팀, 약 4만 5천 명의 국내외 방문자들에게 캠퍼스 투어를 통해 연세대학교를 소개하고 있다. 매달 넷째 주 토요일에는 개인 방문객을 대상으로 한 대규모 정기견학을 진행 중이며 홈페이지를 통해 신청이 가능하다. 2022년 기준으로 총 35명의 홍보대사가 활동중이다.[70]
- 연세대학교(원주) 학생홍보대사 ‘연홍’: 원주캠퍼스는 연홍이라는 별도의 학생홍보대사를 운영하고 있다.
- 연세극예술연구회: 중앙 연극 동아리인 연세극예술연구회는 1920년대 연희전문학교 시절부터 시작되었고, 1953년 공식 발족한 단체이다. 지금까지 100회의 정기 공연과 58회의 소극장 공연을 통해 연세대학교뿐 아니라 대한민국 연극사에 큰 획을 그었다. 연세극예술연구회 출신의 유명인으로 임택근, 오현경, 표재순, 오태석, 명계남, 이대연 등이 있다. 1965년부터 5년마다 노천극장에서 동문합동공연을 올리고 있으며 2번의 정기 공연과 2번의 소극장 공연을 매년 올리고 있다.[71]
- 락그룹 ‘소나기’: 1986년 '연제전자음악회 소나기'라는 동아리(써클)로 출발하였으며 이후 1989년 연세대학교의 정식 단체가 된 연세대학교 최초의 락그룹 동아리이다. 매년 연고전과 5월 대공연, 11월 가을 공연 등 정기 공연과 학내 주요 행사의 연주를 담당하고 있다. 소나기는 1990년 MBC 대학가요제에서 《누군가》라는 곡으로 대상을, 1995년 《엇갈림 속에서》라는 곡으로 은상을, 2001년 《청춘가》로 대상을 수상하였다.[72]

- 연세대학교 기수단 Blue Knights : 연세대학교 기수단 Blue Knights는 1997년부터 활동을 시작하였고, 정기 연고전과 하반기 합동응원전에서 기수응원과 특별응원을 담당하고 있는 교내 특별자치단체이다. 기수단원들은 정기 연고전, 하반기 합동응원전 뿐만 아니라 새내기 새로배움터에서의 응원OT, 상반기 합동응원전 등에서 응원을 이끌고 있다.

## 연례 행사

### 무악대동제와 아카라카를 온누리에

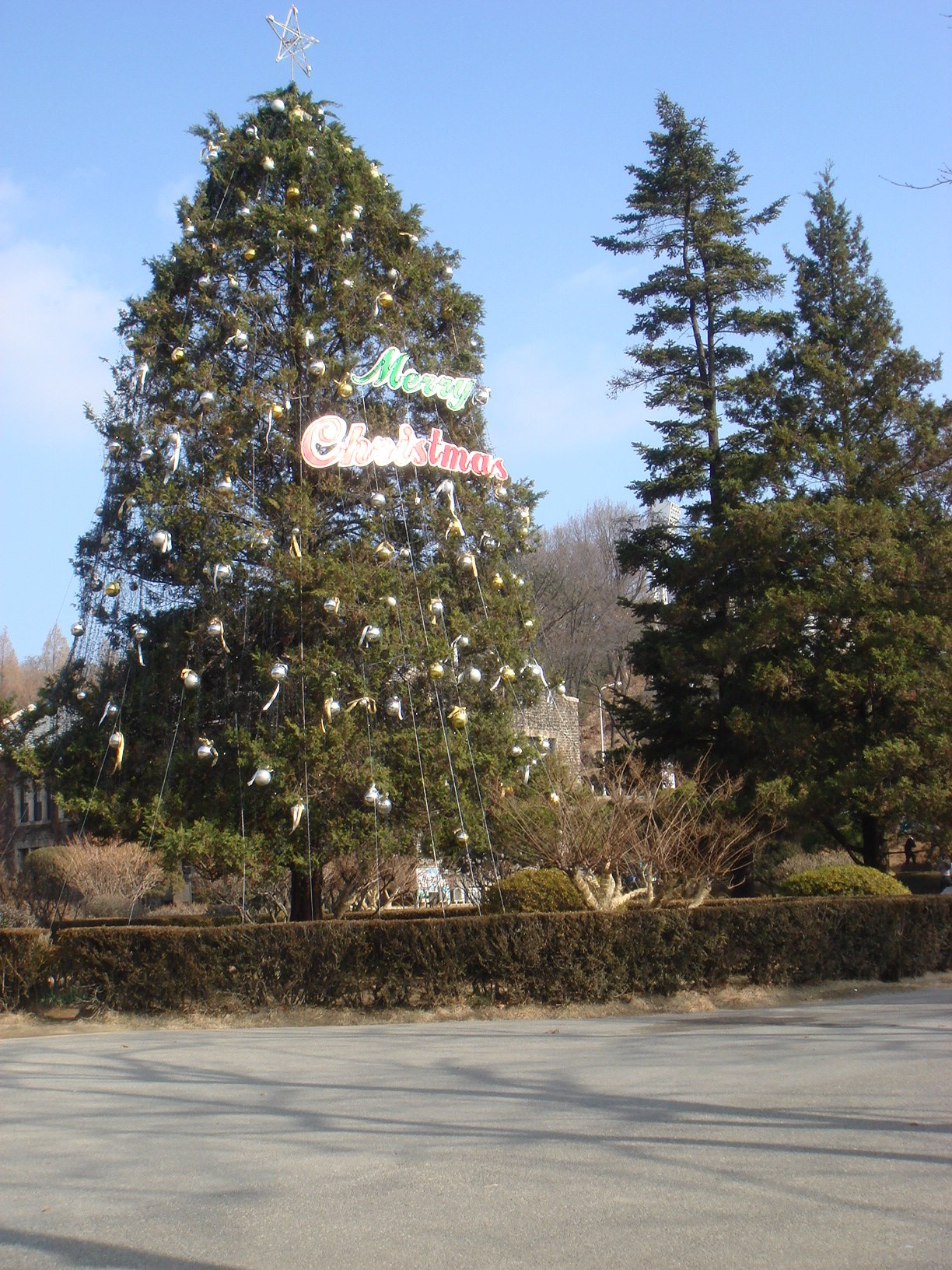
크리스마스 트리 점등식
(신촌캠퍼스, 매년 12월 초)

- 무악대동제(毋岳大同祭): 무악대동제는 매년 5월에 3일간 개최되는 학생 축제이다.[73] 1957년부터 61년까지는 창립기념일에 각종 행사가 진행되었고 1962년부터 ‘무악제전’이라는 이름으로 본격적인 축제가 치러졌다. 축제에 오락 위주의 백양제와 학술제가 등장한 것은 1964년부터이며 1970년대에 ‘무악축전’으로 명칭을 변경하고 체계적인 행사의 짜임새를 갖추게 되었다. 1987년이 되어서야 ‘무악대동제’라는 명칭으로 바뀌고 90년대 이후부터 현재의 대동제와 유사한 형태로 축제가 진행되었다.[74] 총 이틀에 거쳐 백양로 장터 및 주점, 동아리 공연, 연세인 장기자랑 콘테스트, 개막제 및 폐막제가 진행되며, 삼일째 저녁에는 ‘아카라카를 온누리에’가 열린다.[75] 개막제를 시작으로 백양로에는 각 자치단위의 장터와 주점이 세워진다.[73] 2011년 동아리 공연에서는 총 119팀이 공연을 신청하였고, 공연은 백양로 삼거리, 백주년기념관 앞, 독수리상 옆에서 이틀 동안 진행되었다.[75] 대동제 마지막 날 저녁에는 청송대에서 연세교육방송국(YBS)에서 주최하는 방송제 ‘숲속의 향연’이 진행된다.[73]

A)
 저 멀리서 들려오는 북소리
 고릴라는 가슴 치며 춤춘다
 식인종의 가마솥은 끓는데
 타잔 녀석 지금쯤은 졸거다
 일어나 이제는 응원을 해야지!
B)
 앉고 서고 STOP!
 뛰고 뛰고 뛰고 뛰고
 앉고 서고 STOP!
 뛰고 뛰고 뛰고 뛰고
 소리치며 다시 한 번 힘을 내서
 뛰어라!
(구성: A-B-간주-A-B-B) 
- 아카라카를 온누리에(Akaraka): ‘아카라카를 온누리에’는 무악대동제 삼일째 저녁에 연세대학교 응원단이 주최하는 응원제로 1986년부터 시작되었다.[76] ‘아카라카’라는 명칭은 연희전문학교 시절부터 사용된 연세대학교의 교호(校號)의 일부이다.[77] 아카라카의 정확한 기원은 없지만 옛날 로마 시대에 장군이 개선하기 전 황제 앞에서 외치던 구호를 딴 의성어라고 한다. 이 말은 설립자인 언더우드가 다녔던 프린스턴 대학교에서 쓰이던 것으로 언더우드에 의해 사용되기 시작하였다. 이 외에도 독수리가 날개짓하는 소리, ‘가락’이란 말의 앞뒤에 ‘아’를 붙인 말 등 아카라카의 뜻에 대한 많은 설이 있다.[78] ‘아카라카를 온누리에’는 총 3부로 진행되며, 1부에서는 중앙동아리 공연, 2부에서는 가수와 연예인의 축하 공연, 3부에서는 응원제가 이어진다. 원주캠퍼스는 신촌캠퍼스와는 별도로 아카라카를 진행하고 있다.[73]

- 응원곡: 첫 응원곡은 1931년에 현제명이 연희전문학교의 응원가로 미국 대학의 응원곡을 개사하여 사용하면서 등장하였다.[69] 응원단에서는 매년 연고전 출정식 및 응원 오리엔테이션에서 응원곡 신곡을 발표하고 있다.[79] 어렵게 만든 7~8개의 신곡 중에서 학생들의 호응을 얻어 그 다음해 응원가로 사용되는 경우는 3~4곡에 불과하다. 1989년에 제작된 〈원시림〉은 가장 대표적인 응원곡이며 2005년에 발표된 〈연세여 사랑한다〉도 많이 불린다.[80] 이 외에도 〈J에게〉, 〈고.밟.꿈〉, 〈러닝맨〉, 〈3초전〉, 〈서시〉, 〈해야〉 등이 있다.

- 교가와 구호: 현재 사용되는 교가는 〈연세의 노래〉로 백낙준이 작사하고, 박태준이 작곡하였다.[81] 교가 이외에도 〈연세 찬가〉가 같이 사용되고 있다.[81] 구호는 ‘아카라카’, ‘쾌지나’, ‘독수리 함성’ 등이라는 제목의 다양한 구호가 있는데 대표적 구호인 ‘아카라카’는 다음과 같다.[82]

| “ | 아카라카! 아카라카(아라)칭 아카라카(아라)쵸 아카라카(아라) 칭칭 쵸쵸쵸 랄랄라 시스붐바 연세 선수 라플라 헤이 연세 야! | ” |

### 연고전

2006년 정기 연고전(잠실 야구장)

연고전(延高戰)은 애교심을 고양하고 연세대학교와 고려대학교 양교의 친선을 도모하기 위한 목적으로 스포츠 경기를 비롯한 강연, 온라인 게임, 사회공헌활동과 같은 다양한 분야에서 고려대학교와 승부를 겨루는 행사 일체를 의미한다. 연고전과 유사한 대학교 스포츠 대항전으로 영국의 옥스퍼드 대학교와 캠브리지 대학교의 조정 경기와 일본의 와세다 대학과 게이오기주쿠 대학의 ‘소케이센’(早慶戰) 등이 있다. 연고전은 매년 9월에 고려대학교 5개 종목의 운동부 선수들과 맞붙는 ‘정기 연고전’ 과 정기 연고전 이외의 기간에 열리는 ‘비정기 연고전’으로 크게 나누어볼 수 있으며, 이와 관련하여 교내에 축구부, 럭비부, 야구부, 농구부, 아이스하키부 등 5개 종목의 스포츠단체가 활동하고 있다. 흔히 일컬어지는 ‘연고전’이라는 명칭은 ‘정기 연고전’을 의미하며, 아래에 이어지는 설명도 ‘정기 연고전’에 관한 것이다.
- 연고전의 역사: 연세대학교의 전신인 연희전문학교와 고려대학교의 전신인 보성전문학교는 1925년 5월 30일에 열린 조선 체육회 주최 ‘제5회 전조선(全朝鮮) 정구대회’에서 처음으로 맞붙었다. 양교의 실질적인 첫 전면시합이 열린 것은 1927년 경성운동장에서 거행된 제8회 전조선 축구대회 준결승에서의 연희전문학교 축구부와 보성전문학교 축구부의 대결이었다. 1943년에 징병제가 실시되어 시합이 중지되기 전까지 연희전문학교는 보성전문학교를 상대로 한 축구대회에서 31전 14승 17패를, 농구대회에서 62전 32승 30패를 기록하였다.[92] 정기전은 광복 이후 1945년 12월 21일부터 이틀간 열린 ‘제1회 연보 OB 축구대회’를 통해 부활하였다. 이듬해인 1946년에는 양교의 교명이 바뀌었으며[93][94][95] 이에 따라 ‘연보전’이라는 명칭 또한 ‘연고전’으로 바뀌었다. 1946년부터는 축구와 농구의 재학생 간 정기전이 매년 열리게 되었고, 1956년에는 야구, 럭비, 빙구의 세 종목이 추가되었다. 오늘날과 같은 규모의 연고전 기틀이 마련된 것은 1959년의 일이다. 1961년부터 1964년까지는 5·16 군사정변 등의 이유로 정기전이 열리지 않았다.[92] 1965년부터는 이틀 동안 다섯 경기가 일제히 치러지는 지금과 같은 경기방식이 완전히 자리를 잡았다.[96] 한동안 ‘민족해방제’라는 이름으로 불리기도 하였다.[97]

- 정기전의 명칭과 일정: 매년 9월에 열리는 정기전(정기친선경기대회)은 연고 양교가 매년 번갈아 주관한다. 정기전의 공식적인 명칭은 정기전을 주최하는 학교의 이름을 뒤에 붙이는 방식으로 정해지는데, 연세대학교가 주최하는 정기전 행사인 경우 ‘고연전’이 정식 명칭이 되는 식이다.[98] 그러나 정식 명칭은 실질적으로 방송 중계나 신문 보도 등의 공식 석상에만 사용될 뿐이며, 연세대학교에서는 연고전, 고려대학교에서는 고연전이라는 명칭으로 통용된다.[99] 연고전을 며칠 앞두고 신촌 오리엔테이션과 원주 오리엔테이션, 양교 합동 오리엔테이션이 각각 진행된다.[100]

- 연고전에 대한 평가: 연고전이 연세대학교와 고려대학교의 자긍심을 고취하는 전통적인 스포츠 친선 경기이며[101] 대학 스포츠 발전에 이바지하였다는[102] 평가와 더불어 시대적 맥락을 저버린 채 즐거움만 추구하며[101] 폐쇄적인 엘리트 의식을 부추긴다는 비판이 있다.[103] 한편 선수들 간의 충돌이나 경기 파행 사태 등의 지나친 성적 지상주의도 부정적 측면으로 지적되고 있다.[102] 신촌과 안암의 상가 일대에서 벌어지는 연고전의 뒤풀이 문화와 주변을 고려하지 않은 응원 태도에 대한 비판도 있다.[104]

## 개설 학과·전공
학부와 대학원 과정이 모두 개설되어 있다. 일반대학원과 전문대학원, 특수대학원으로 구분되어 있다. 2009년 개원한 법학전문대학원은 120명을 배정받았고 의과대학과 병행 운영되고 있는 의학전문대학원은 2015년부터 폐지되어 의과대학 체제로 복귀한다.

## 교육 방침상의 특징

### 국제 교류

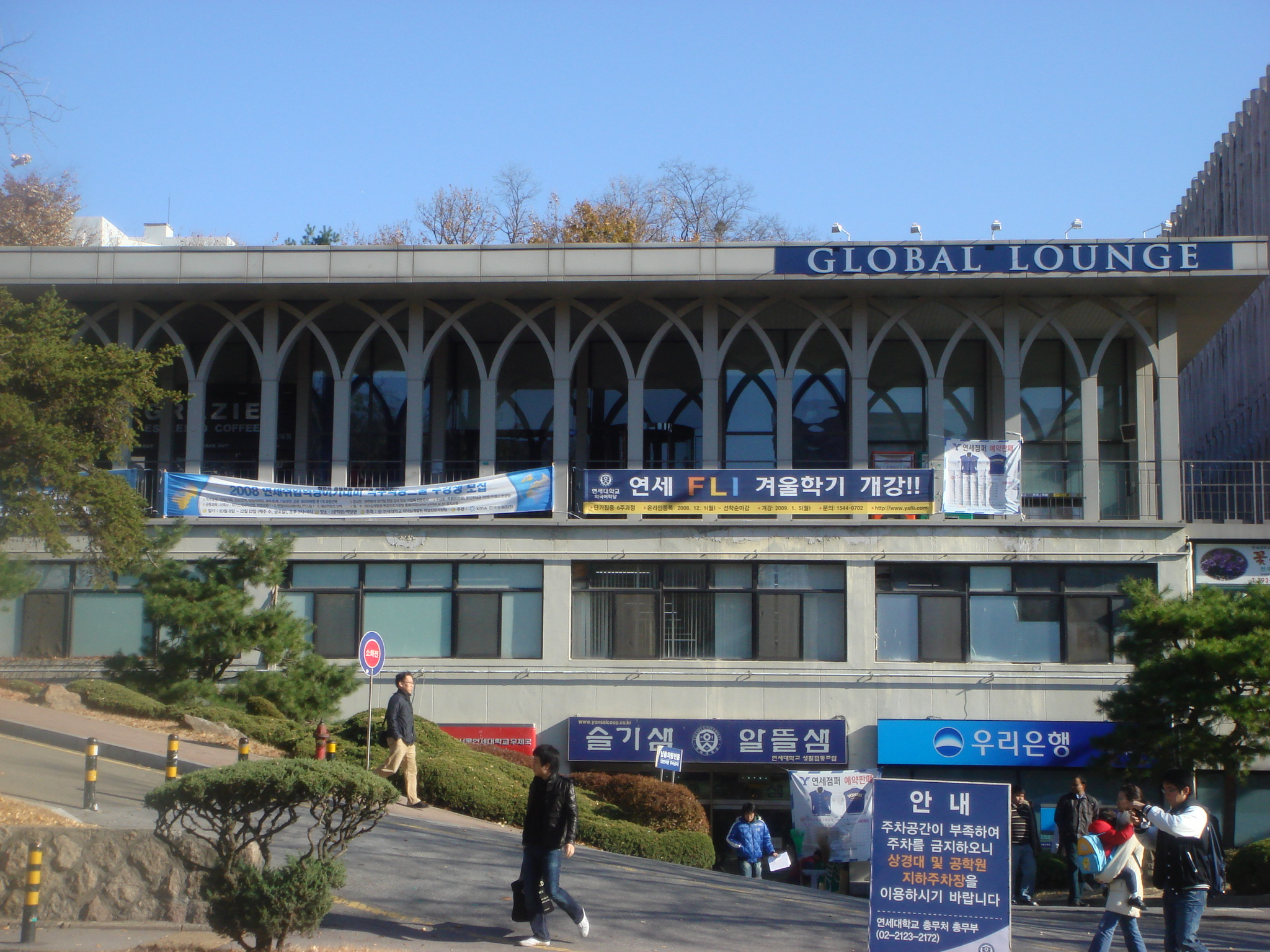
신촌캠퍼스의 글로벌 라운지

국제처에서는 국제 교류의 갈래로 교환학생제도(Student Exchange Program)와 방문학생제도(Visiting Student Program)를 운영하고 있다. 교환학생제도는 학생교환 협정이 체결된 외국 대학에 파견되어 학업을 계속하며 본교에서 학점을 인정받는 프로그램이다. 파견 기간 동안 학비는 본교의 등록금을 납부한다. 방문학생제도는 본교와 파견 대학에 모두 수업료를 납부하지만 본교 등록금의 일부를 장학금으로 지급한다. 교환학생제도는 학생교환수가 균형을 이룰 때만 가능하지만 방문학생제도는 이와 상관 없이 다수의 학생을 파견할 수 있어 지원 기회가 폭넓다. 방문학생제도의 파견 대학으로는 미국의 아메리칸 대학교, 세인트 클라우드 주립 대학교, 일리노이 공과대학교, 캐나다의 앨버타 대학교, 영국의 노팅엄 대학교, 킹스 칼리지 런던 등이 있다. 이 외에도 외국 대학에서 자기 부담으로 수학하고 본교에서 학점을 인정 받는 SAP(Study Abroad Program)를 운영하고 있다. SAP는 휴학생의 신분으로 파견되는 것이므로 학기는 인정받지 못하며 등록금은 파견 대학에 납부한다. 또한 GIP(Global Internship Program)는 한 학기 동안의 해외 인턴십을 수료한 후 본교에서 학기와 학점을 인정받을 수 있는 프로그램이다.
2021년 8월 현재 전 세계 77개국의 727개교(ISEP + 기타기관)와 학술 교류 및 학생 교환 협정을 체결하였다. 2010년 5월 연세대학교는 캘리포니아 대학교 버클리와 로스쿨 복수학위제를 도입하였다.

### 국내 교류
연세대학교와 학술교류협정 및 학점교류 협정이 체결된 국내 대학에서 수학하며 학점을 인정받을 수 있다. 교환 대학으로 서울대학교, 서강대학교, 이화여자대학교, 울산대학교, 카이스트, 고려대학교, 성균관대학교, 전주대학교, 한남대학교, 서울과학기술대학교, 계명대학교, 중앙대학교가 있다.

### 채플

연세대학교의 상징물인 독수리 상

채플(Chapel)은 교목실에서 주관하는 예배 행사이며 재학생은 채플을 4학기 이상 이수하여야만 졸업이 가능하다. 성적은 패스(P)와 논패스(NP)로 처리된다. 학부채플은 매주 월요일부터 금요일까지 대강당에서 실시되고 있다. 채플은 교회의 일반적인 예배와 다르게 강사가 말씀을 전하는 방식으로 이루어지며, 교외 강사와 교내 강사가 격주로 초빙된다. 한 학기에 2 ~ 3회 정도 음악, 무용, 뮤지컬, 연극 등의 실험채플을 실시한다. 연세 116주년 창립기념 주간에 연합채플을 개최한 계기로 매년 재학생, 교직원 등이 모두 참여하는 연합채플을 창립기념주간과 감사절에 노천극장에서 개최하고 있다.

### 졸업인증제
재학생은 졸업을 하기 위해서 최소 126 ~ 140학점 이상의 각 대학별 졸업학점을 취득하는 것 이외에도 소속 대학 또는 학과별로 지정된 졸업인증요건을 충족하여야 한다. 신촌캠퍼스 및 국제캠퍼스 학생은 영어인증이 요구되는데 “연세영어인증” 이상의 영어인증 요건을 충족하여야 하며 외부 공인영어시험 성적으로도 영어인증의 취득이 가능하다. 이와 같은 영어인증제는 2010학년도 이후 신입생과 2012학년도 이후 편입생에게 적용된다. 미래캠퍼스 학생은 대학별로 지정된 외국어 및 정보인증요건을 충족하여야 하는데 원주의과대학은 미래캠퍼스의 졸업인증요건에서 제외된다.

## 운동부
축구, 야구, 농구, 아이스하키, 럭비 등 여러 종목의 운동부를 운영하고 있다.

## 위상

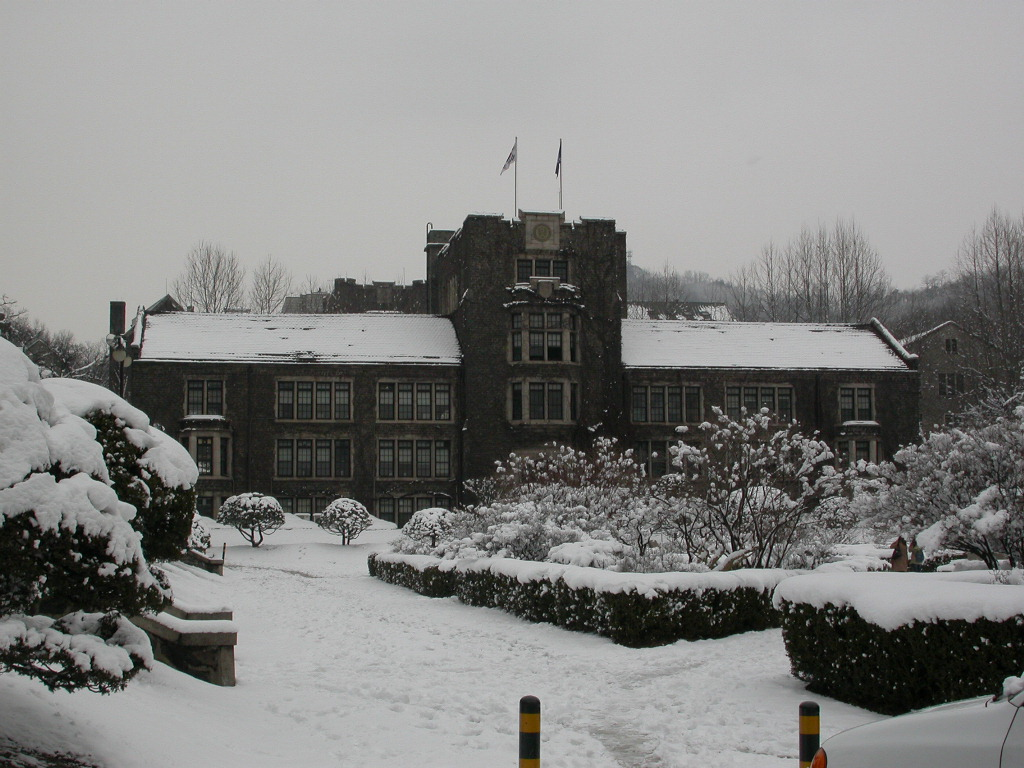
대학 본부인 신촌캠퍼스의 언더우드관

2007년 7월 세브란스 병원이 국제의료기관평가위원회(Joint Commission International)로부터 인증을 받았고, 2008년 9월에는 교육인적자원부의 2007년도 SCI 논문 분석 결과 SCI 논문수 세계 96위로 도약하였다. 이듬해 2009년 3월 동서문제연구원 발행 저널이 《Global Economic Review》에 대한민국 최초로 SSCI에 등재되었다. 2009년 10월 영국 더 타임스의 세계 대학 평가에서 151위를 기록하였으며, 영국 QS 세계 대학 평가에서 2010년 142위, 이듬해인 2011년 129위를 기록하였다. 2010년 12월 학술정보원이 교육과학기술부 주관의 전국 대학도서관 평가에서 1위로 선정되었으며, 2011년 9월에 시행된 교원양성기관 평가에서도 1위를 차지했다. 2011년 10월 14일 영국의 경제 주간지 이코노미스트가 발표한 ‘세계 100대 풀타임 MBA’ 순위에서 연세대 GMBA는 국내 최초로 유일하게 순위권인 세계 76위에 랭크되어,국내 MBA 스쿨 중 유일하게 풀타임, 파트타임 MBA 모두 세계 100위권에 진입하였다. 한편 연세대 경영대학은 2012년 유럽경영대학협의회(European foundation for Management Development)로부터 EQUIS 인증을 획득하여, 대표적인 국제 인증인 AACSB, EQUIS와 국내 인증인 KABEA까지 받은 국내 유일한 경영대학이 되었다. 또한, 2012년에 121명이 합격한 것을 포함하여 1992년 이래 약 2,450여명에 달하는 공인회계사를 배출하였는데, 이는 국내 대학의 누적 합격자수로는 가장 높은 수치이다. 그리고 2012년 기업분석 전문업체인 한국CXO연구소가 국내 1천대 기업의 CEO를 대상으로 조사한 결과 연세대 경영학과 출신이 40명으로 단일 학과 기준으로는 가장 많은 것으로 나타났다.
2013년, 환태평양 대학 협회(APRU)에 가입하게 되면서 아시아태평양 지역의 명문 대학으로부터 우수한 교육프로그램과 탁월한 연구력을 가진 대학으로 평가받음을 입증했다. 또, 2014년에는 동아시아 연구형 대학 협회(AEARU)에 가입함으로써 동아시아의 여러 연구중심대학들과 다차원적 국제협력의 발판을 더욱 공고히 했다.

## 주해
1. ↑  연세대학교는 “너희가 내 말에 거하면 참으로 내 제자가 되고 진리를 알지니 진리가 너희를 자유롭게 하리라”는 성경(요한복음 8:31~32)을 바탕으로 진리와 자유의 정신을 체득한 지도자를 양성한다.[1]
2. ↑  학교법인 연세대학교 정관에 따르면 이사회의 이사는 기독교계 2인, 연세대학교 동문회 2인, 총장(예겸이사) 1인, 사회유지 4인(연세대학교 출신 2인, 기독교계 인사 2인), 개방이사 3인으로 구성된다.기독교계 이사는 세브란스의학전문학교와 연희전문학교의 창립에 공헌한 교단에 소속된 목사로 한다.[2] 현재 정관은 2011년 10월에 개정되었으며, 기존 정관에서는 대한예수교장로회(통합) 1인, 기독교대한감리회 1인, 한국기독교장로회 1인, 대한성공회 1인, 연세대학교 동문회 2인, 총장(예겸이사) 1인, 사회유지 5인(연세대학교 출신 3인, 협력교단의 교계인사 2인)으로 구성되었다.[3]
3. ↑  본래 용재관이었으나 2012년 10월 철거되었으며 그 자리에 경영관이 건립되었다.[26]
4. ↑  현재 흥아유신기념탑은 ‘연세 역사의 뜰’(옛 수경원 정자각 뒤뜰)에 전시되어 있다. 기념탑의 비문은 조선 총독 미나미 지로의 글씨이다.

## 같이 보기
- 세브란스병원
- 연세대학교 박물관
- 연세극예술연구회
- 연세대학교 야구단
- 연세대학교 축구단
- 연희전문학교 정구단
- 세브란스연합의학전문학교 야구단
- 세브란스연합의학전문학교 축구단
- 연세대학교 농구부
- SKY (대학교)
- 연세대학교-고려대학교 정기전
- 연세대학교에 대한 비판과 논란